# Pelplin
Pelplinⓘ (em alemão: Pelplin) é uma cidade localizada no norte da Polônia. Pertence à voivodia da Pomerânia, no condado de Tczew. É a sede da comuna urbano-rural de Pelplin e da diocese de Pelplin.
De 1975 a 1998, a cidade pertenceu administrativamente à voivodia de Gdansk. Pelplin é um entroncamento de transporte local, com o cruzamento de estradas provinciais e uma autoestrada. Uma linha arterial ferroviária passa pela cidade.
Estende-se por uma área de 4,4 km², com 7 118 habitantes, segundo o censo de 31 de dezembro de 2024, com uma densidade populacional de 1 610 hab./km².

## Localização
A cidade está localizada na parte sul da |voivodia da Pomerânia, no condado de Tczew, às margens do rio Wierzyca. Geograficamente, a comuna e Pelplin estão localizadas em duas mesorregiões físico-geográficas — a região dos Lagos de Starogard (parte central e oeste) e o Vale de Kwidzyń (parte leste), que faz parte da macrorregião do Vale do Baixo Vístula. Etnograficamente, pertence à região conhecida como Kociewie, localizada na Pomerânia de Gdansk.
Sua localização geográfica, bem como a estrutura de seu ambiente natural (resultado da glaciação do Báltico e dos processos naturais após o recuo da camada de gelo), determinam a maioria de suas condições naturais — é um município com uma função agrícola de destaque. A maior elevação é o monte João Paulo II (antigo monte Biskupia), 92,3 m acima do nível do mar. Pelplin está localizada a aproximadamente 55 km ao sul de Gdansk, 12 km de Starogard Gdański, 20 km de Tczew, 32 km de Malbork, 39 km de Kwidzyn, 62 km de Grudziądz, 70 km de Elbląg, 78 km de Gdynia.

## História

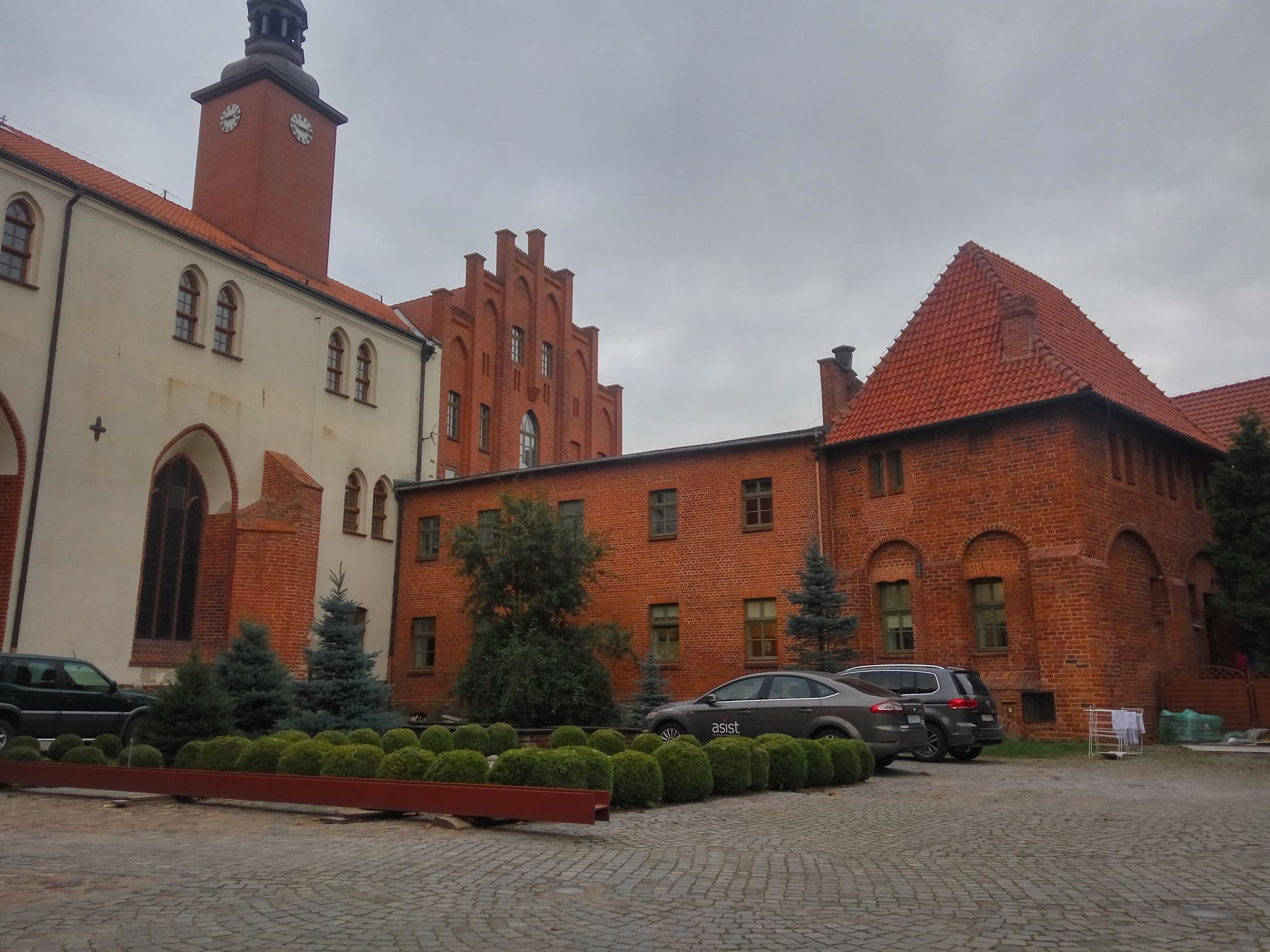
Edifícios da antiga abadia

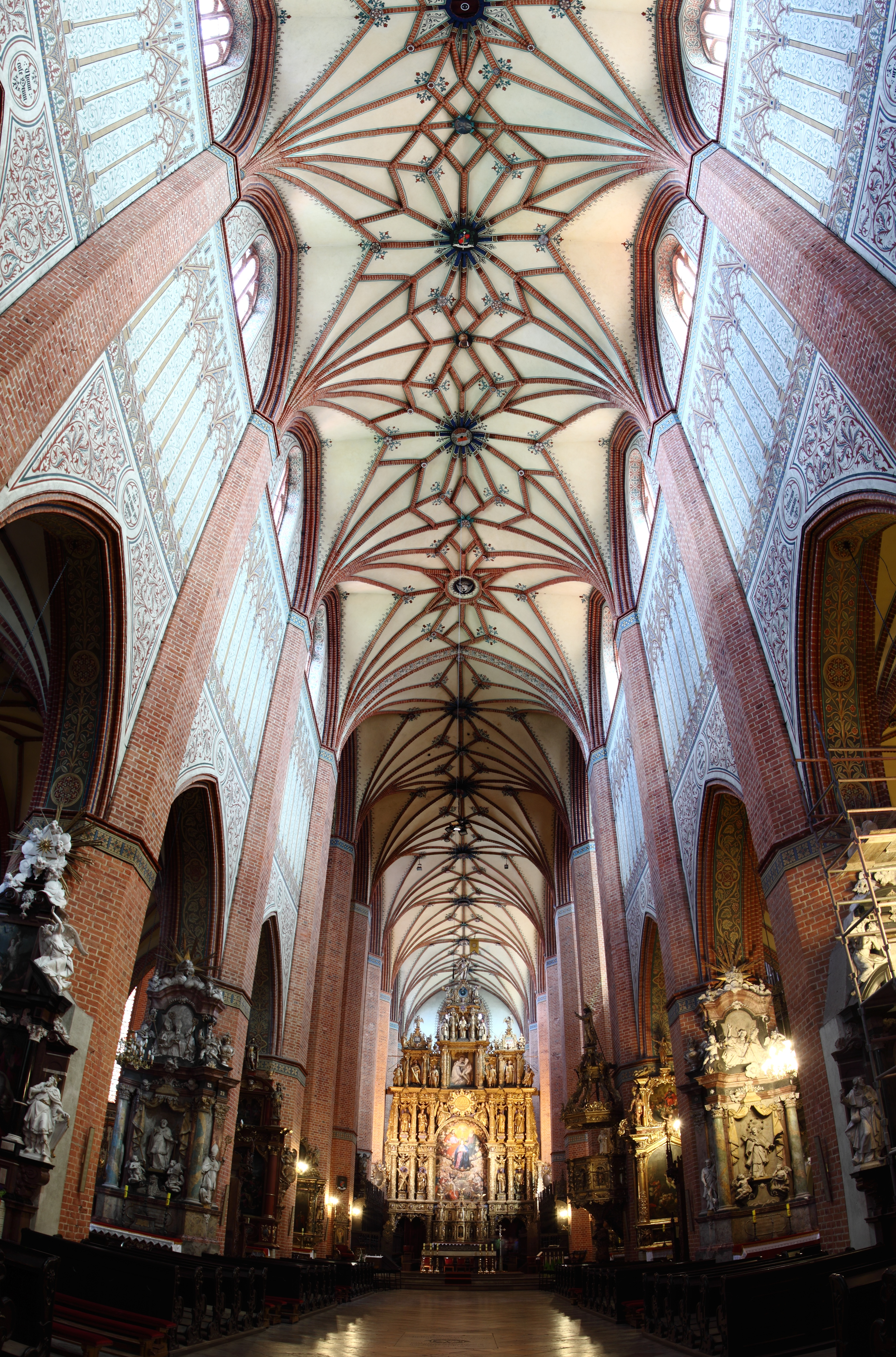
Altar principal da Catedral Basílica — o mais alto da Polônia e o segundo mais alto do mundo

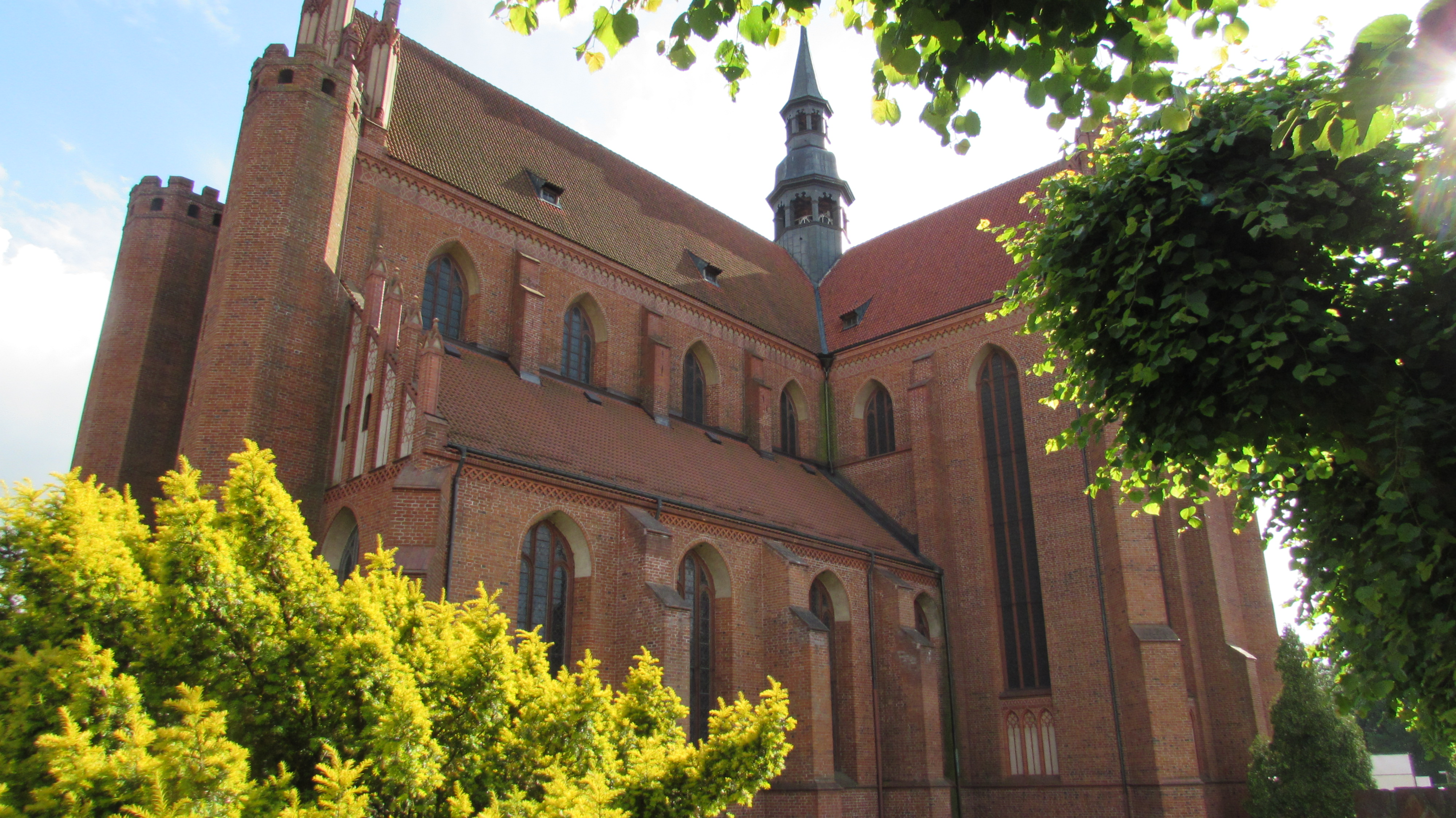
Catedral Basílica de Pelplin é a segunda maior igreja da Polônia

### Idade Média
Não se sabe exatamente quando Pelplin foi fundada, a primeira menção nas crônicas é de 1274, quando o duque da Pomerânia, Mszczuj II, deu aos cistercienses a vila de Pelplin. Os cistercienses começaram a se estabelecer na área de Pelplin, construíram um mosteiro e conduziram suas atividades monásticas ali. Em 1433, Pelplin foi vítima de uma invasão de hussitas radicais da Boêmia liderados por Jan Čapek de Sány, que destruíram a vila, reconstruída nos anos seguintes.

### Idade Moderna

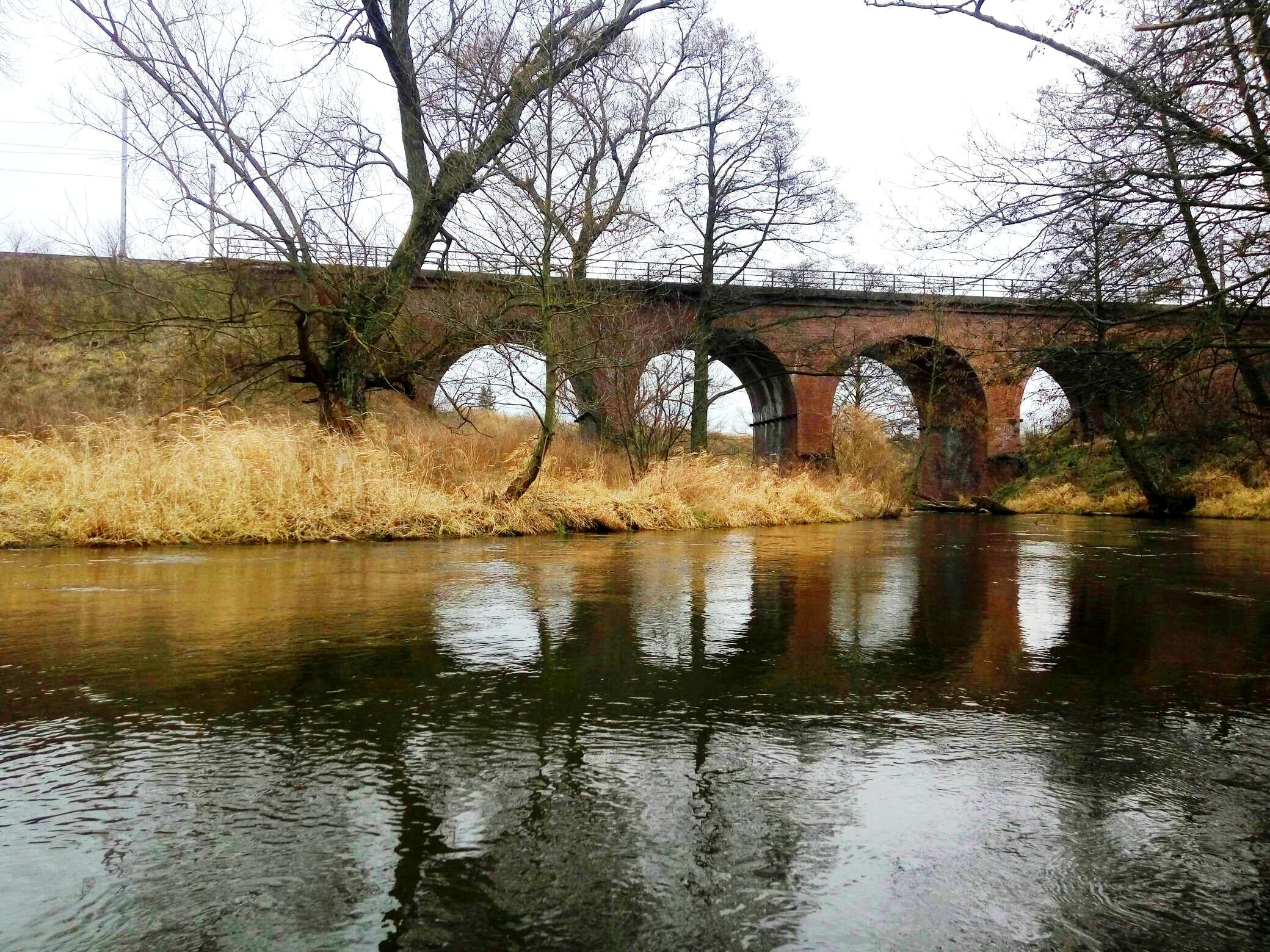
Ponte ferroviária sobre o rio Wierzyca

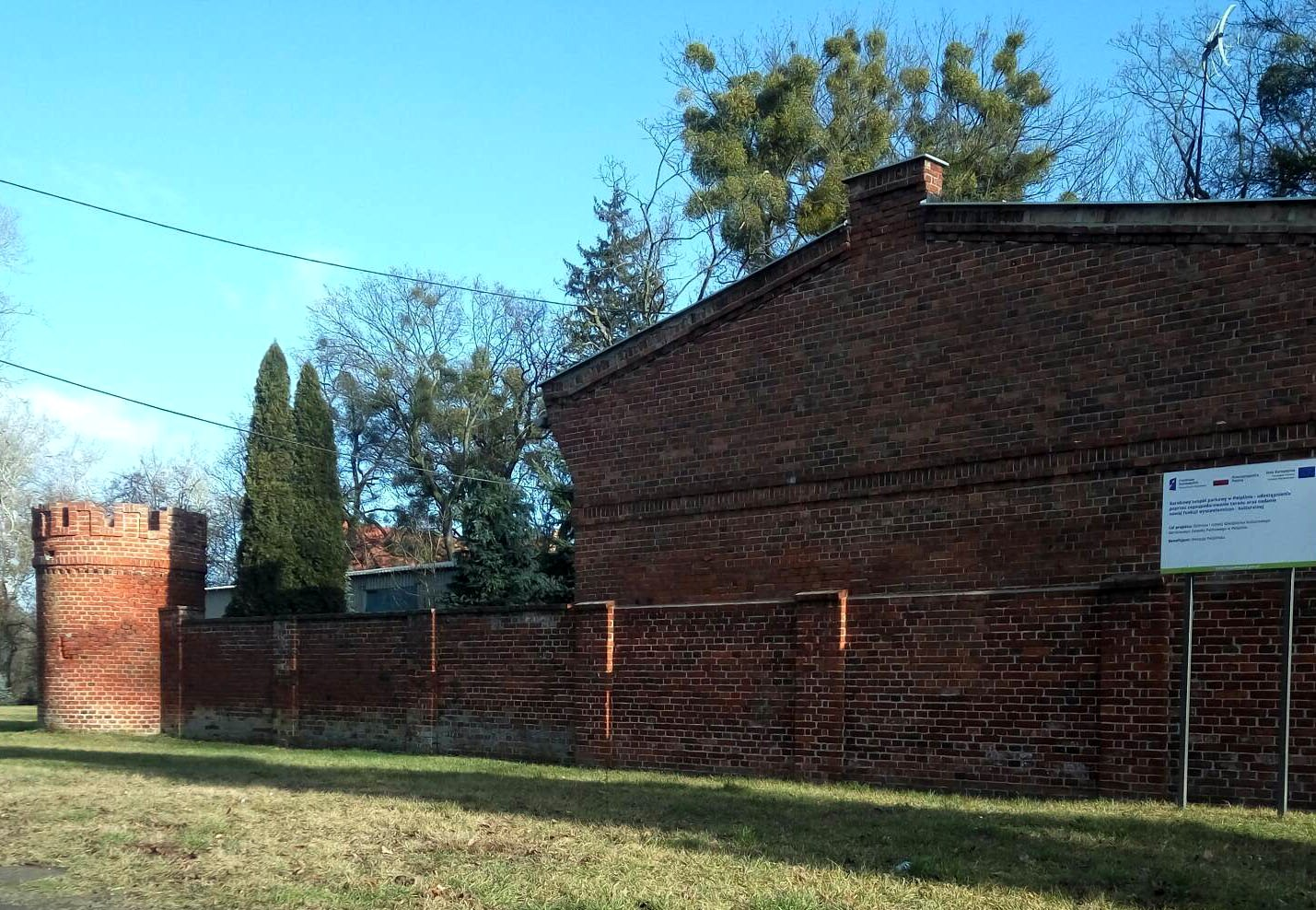
Torres dos muros do Jardim do Bispo

Pelplin foi visitada por muitos governantes famosos, incluindo: Sigismundo III Vasa em 1623, o rei Gustavo Adolfo da Suécia em 1626, (a biblioteca de Pelplin, a maior da Pomerânia, foi então saqueada), Ladislau IV Vasa em 1623 e 1635, João III Sobieski em 1668 e 1677, e a rainha Leonor, viúva do rei Miguel I. Em 1659, durante o Dilúvio, os suecos destruíram a cidade.
Após a Primeira Partição da Polônia, em 1772, Pelplin ficou sob o domínio prussiano e impostas restrições às atividades do mosteiro e, em 1821, ele foi abolido. Apesar disso, Pelplin tornou-se a capital da diocese de Chełmno em 1821, e, em 1836, o Colégio Mariano foi fundado, a única escola secundária polonesa na divisão prussiana.
Em 1852, uma linha ferroviária de Bydgoszcz a Gdansk, passando por Pelplin, foi colocada em operação. A inauguração cerimonial da rota de ferro com a presença do rei prussiano Frederico Guilherme IV ocorreu em 5 de agosto de 1852. Para receber o monarca no dia anterior, o bispo Anastazy Sedlag viajou para Bydgoszcz e acompanhou o rei até Pelplin. O trem especial com a corte real parou na ponte sobre o rio Wierzyca (em frente à atual rua Kościuszki). Ali, o rei Frederico desceu do trem com sua comitiva e admirou a nova ponte. Em 1869, o jornal "Pielgrzym" começou a ser publicado e, em 1878, foi inaugurada uma usina de açúcar.

### De 1918 a 1939
Em 1920, Pelplin, após quase 148 anos de anexação prussiana, retornou à Polônia. As tropas da frente pomerana que entraram na cidade concluíram sua incorporação à Polônia. O general Józef Haller chegou a Pelplin e foi recebido com pompa pelos habitantes na estação ferroviária de Pelplin. Em 1931, a cidade recebeu direitos de cidade e, em 1937, um brasão de armas na forma de uma mitra episcopal.

### Segunda Guerra Mundial
A eclosão da Segunda Guerra Mundial abriu o capítulo mais trágico da história de Pelplin. Entre outras coisas, o Seminário tornou-se uma prisão, onde eram realizados interrogatórios de prisioneiros combinados com tortura. Nos prédios restantes do seminário, os alemães criaram uma escola de polícia, que mais tarde foi classificada como uma filial do campo de concentração de Stutthof. Eles profanaram a própria basílica. — As promoções de oficiais aconteciam aqui, de costas para o altar, com bandeiras nazistas sobre o órgão. Em 20 de outubro de 1939, após uma procissão que passou pela cidade, os professores de Pelplin, os cônegos e os funcionários da cúria que estavam no local foram assassinados. Vários moradores leigos de Pelplin também foram mortos. Durante o bombardeio da cidade, uma das bombas caiu na catedral, atrás da capela-mor, mas não explodiu.

### Tempos modernos
Em 1990, foi eleito o primeiro conselho autônomo da cidade e da comuna. Em 1992, a cidade se tornou a capital da nova diocese de Pelplin e o primeiro bispo foi o Jan Bernard Szlaga. Em 1993, foi fundada a editora Bernardinium, em 1994, a Rádio Głos, e em 1989, o “Pielgrzym” foi reativado.
O evento mais importante durante esse período foi a visita do Papa João Paulo II em 6 de junho de 1999. Essa foi a única peregrinação do Papa à região de Kociewie. Durante sua visita a Pelplin, o Santo Padre celebrou uma missa em um monte perto da cidade, com a presença de mais de 300 mil fiéis. O Papa parou para uma refeição na residência do Bispo de Pelplin, Jan Bernard Szlaga, e rezou na basílica da catedral. A cidade passou por uma ampla modernização em 1998, com a visita do Santo Padre, e um desvio foi aberto em 2010.

### Toponímia
Os nomes Poplin (1274), Polplyn (1298), Poplin (1301), Polpelin (1306) e, mais tarde, Paplin ou Peplin (1583) aparecem em textos medievais. O nome era anteriormente derivado do substantivo “pło”, que significa ilha em um lago. Atualmente, a opinião predominante é que ele é patronímico e derivado do sobrenome Pepła.

### Linha do tempo

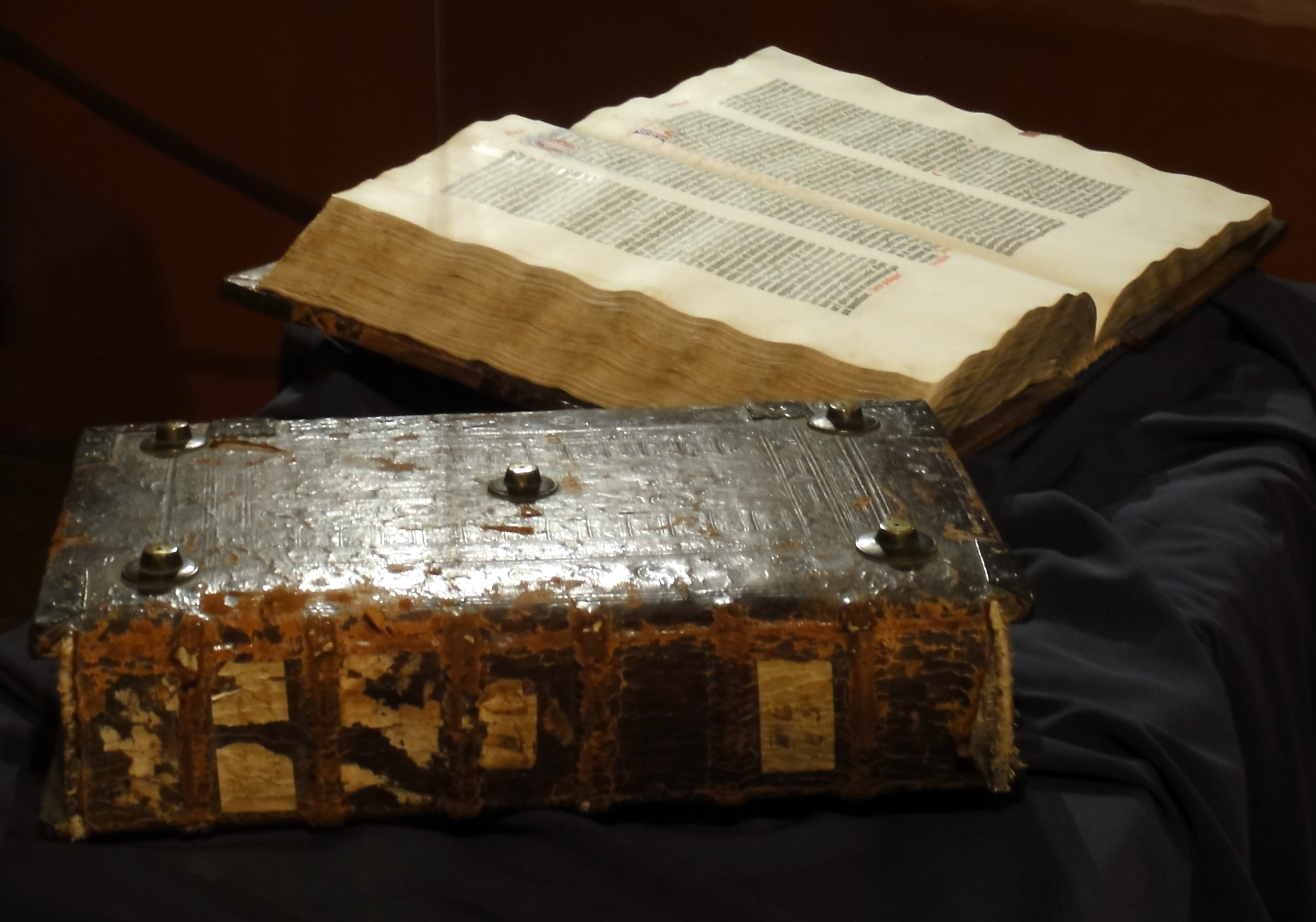
Bíblia de Gutenberg do século XV da coleção do Museu Diocesano em Pelplin

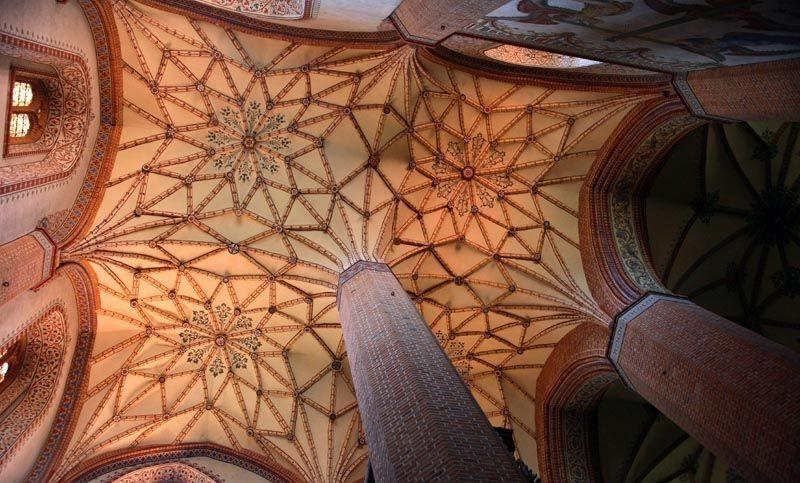
Abóbada do século XVI na Catedral Basílica

- 1258 — os cistercienses de Doberan foram trazidos para Pogódki
- 1274 — o duque Mściwoj II da Pomerânia doa a vila de Pelplin para os cistercienses
- 1276 — o mosteiro cisterciense liderado pelo abade Werner muda-se de Pogódki para Pelplin
- 1281 — a vila cisterciense de Lignowy é entregue aos Cavaleiros Teutônicos
- 1343 — em 8 de julho, Pelplin foi transferida do domínio polonês para o Estado da Ordem Teutônica (Paz de Kalisz)
- 1433 — o mosteiro de Pelplin foi vítima de um ataque dos hussitas radicais da Boêmia liderados por Jan Čapek de Sány
- 1466 — como resultado da Paz de Toruń, a cidade retornou às fronteiras do Estado polonês após o domínio da Ordem Teutônica
- 1623 — Estadia do rei polonês Sigismundo III Vasa com seu príncipe Ladislau
- 1626 — O rei Gustavo II Adolfo da Suécia admira uma pintura de Herman Han na igreja da abadia
- 1635 — O rei Ladislau IV Vasa da Polônia visita Pelplin na ocasião da assinatura da trégua em Sztumska Wieś
- 1659 — durante o “Dilúvio”, os suecos roubam e destroem a propriedade cisterciense
- 1668 — estadia do Grande Hetman da Coroa e de João III Sobieski no mosteiro de Pelplin
- 1675 — o mosteiro recebe a visita da rainha Leonor, viúva do rei polonês Miguel I
- 1677 — João III Sobieski e sua família visitam a abadia cisterciense
- 1772 — após a Primeira Partição da Polônia, Pelplin e a maioria da Pomerânia de Gdansk são anexadas pela Prússia
- 1776 — a lei limita a admissão de noviços no mosteiro somente com o consentimento das autoridades prussianas

1807 — a divisão do General Ménard ficou estacionada no mosteiro a caminho de Gdansk.
1810 — proibição da admissão de candidatos ao mosteiro cisterciense em Pelplin
1821 — o Papa Pio VII muda o território da diocese de Chełmno, tornando Pelplin sua sede e a igreja cisterciense sua catedral
1823 — a sede oficial dos bispos de Chełmno é transferida para Pelplin
1823 — após 548 anos de existência, a abadia cisterciense em Pelplin é abolida (suprimida)
1824 — o bispo de Chełmno adere à igreja pós-cisterciense
1829 — um seminário é transferido de Chełmno para Pelplin
1836 — é fundada uma escola na catedral, o famoso Colégio Mariano
1852 — a linha ferroviária é colocada em operação. Visita do rei prussiano Frederico Guilherme IV
1859 — morre o último dos cistercienses de Pelplin, Wilhelm Miecznikowski
1869 — início da publicação de “Pielgrzym”, reativada após a guerra em 1989
1878 — a usina de açúcar de Pelplin é inaugurada
1920 — retorno de Pelplin à Polônia. Visita do general Józef Haller a Pelplin
1931 — Pelplin recebe os direitos de cidade e, em 1937, seu brasão de armas na forma de uma mitra episcopal
1939 — início da ocupação alemã
1939 — outono sangrento em Pelplin
1945 — a entrada em Pelplin dos soldados do Segundo Exército de Impacto do Exército Vermelho pôs fim à ocupação alemã em 8 de março
1992 — Pelplin se torna a sede da diocese de Pelplin e o Jan Bernard Szlaga se torna seu primeiro bispo
1993 — fundação da Casa Publicadora Bernardinum
1994 — a Rádio Głos é inaugurada
1998 — modernização completa das ruas da cidade (incluindo a rua Mickiewicza e a rua Sambora) por ocasião da visita do Papa João Paulo II
1999 — João Paulo II veio em uma peregrinação apostólica
2010 — inauguração do desvio da cidade
2011–2014 — o presidente da República da Polônia, Bronislaw Komorowski, visita Pelplin duas vezes. Durante sua segunda visita em 2014, ele realizou o ato cerimonial de inscrever o complexo da Catedral pós-cisterciense em Pelplin na lista de Monumentos da História
2018 — o presidente da República da Polônia, Andrzej Duda, e o primeiro-ministro Mateusz Morawiecki visitam Pelplin.

### Visão geral cronológica da afiliação de Pelplin
Ao longo dos anos de sua história, Pelplin tem sido sucessivamente parte de:
- ???–1227:  Reino da Polônia
- 1227–1294:  Ducado da Pomerânia
- 1294–1308:  Reino da Polônia
- 1308–1454:  Ordem Teutônica
- 1454–1466: terras disputadas durante a Guerra dos Treze Anos
- 1466–1569:  Reino da Polônia
- 1569–1793:  República das Duas Nações
- 1793–1871:  Reino da Prússia
- 1871–1918:  Império Alemão
- 1918–1920:  República de Weimar
- 1920–1939:  Segunda República Polonesa
- 1939–1945:  Alemanha nazista (Gdańsk-Prússia Ocidental)
- 1945–atualmente:  República da Polônia (1952–1989  República Popular da Polônia)

## Meio ambiente

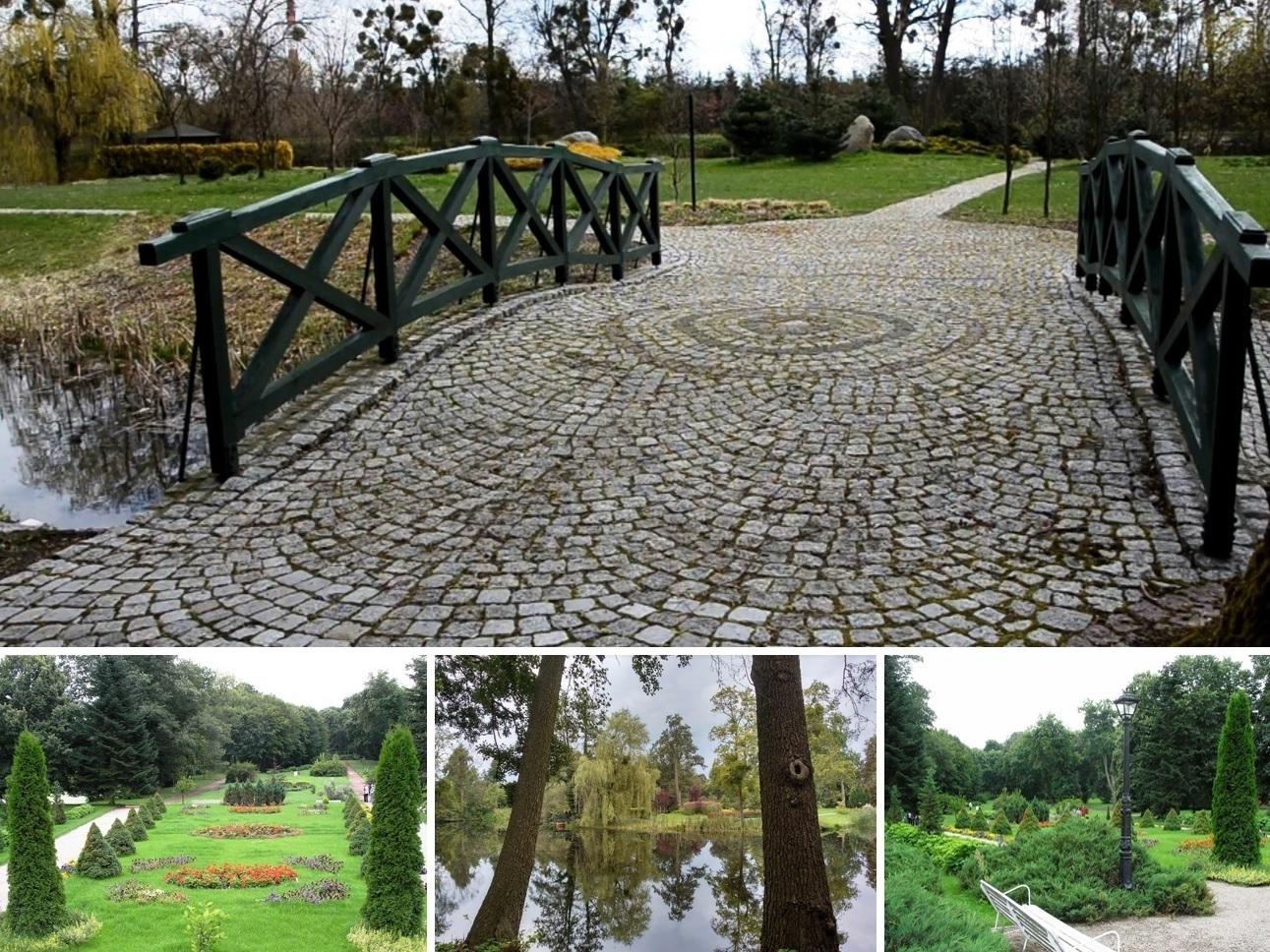
Jardim do bispo

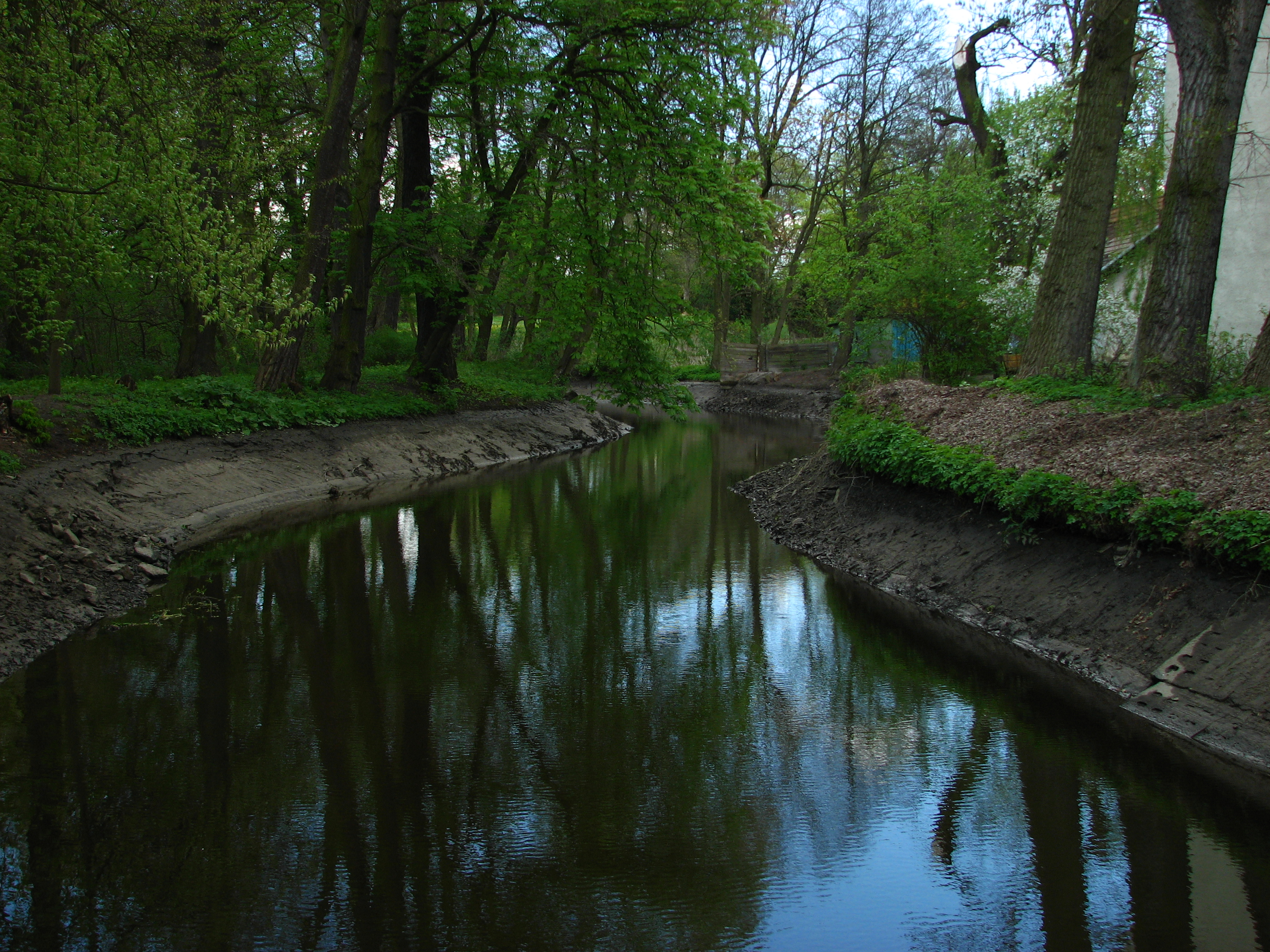
Rio Wierzyca em Pelplin

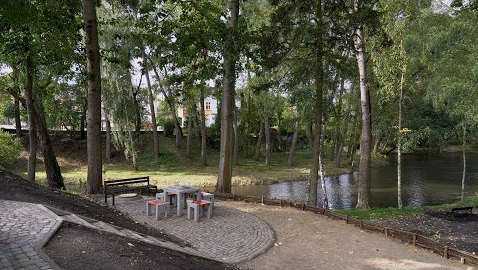
Praça da cidade às margens do rio Wierzyca

Casa de Teofil Sikorski (antigo Hotel Sikorski) e Residência Rabala

### Clima
A temperatura média anual na cidade é de 7,0 °C. A área tem uma precipitação média anual de 547 mm. O mês mais seco é fevereiro (23 mm de precipitação). A maior precipitação ocorre em junho, com uma média de 72 mm. O mês mais quente do ano é julho, com uma temperatura média de 16,8 °C, enquanto a temperatura média mais baixa do ano ocorre em janeiro e fica em torno de −3,5 °C. A diferença de precipitação entre o mês mais seco e o mais úmido é de 49 mm. A flutuação de temperatura durante o ano é de 20,3 °C.

### Florestas
As florestas de Pelplin fazem parte do Distrito Florestal de Starogard, sendo um dos quinze distritos florestais da Diretoria Regional de Florestas Estatais em Gdansk.
- Pelplin — Distrito Florestal — uma floresta localizada na estrada provincial n.º 229.
- Floresta em Hilarów — localizada perto da estrada provincial n.º 230
- Dębówka, lado sul da cidade (na estrada para Ornasowo), floresta mista
- Lasek — Pólko, próximo à rua Słowackiego

### Monumentos naturais
Há 4 monumentos naturais na cidade.

### Parques e praças
- Parque e Jardim do Bispo
- Parque familiar na rua Kopernika
- Praça dos Correios
- Porto de canoas, praça no rio Wierzyca
- Praça Kościuszki (antigo Pequeno Bosque)

### Águas (rios)
Há vários corpos d'água na área de Pelplin. Alguns deles são de grande valor natural e paisagístico. Nos jardins do bispo, há um lago no parque, com uma localização pitoresca, cercado pelo rio Wierzyca, que se divide em vários lugares para formar ramificações que se espalham pela cidade. Há também um açude que represa a água, cercado por vegetação. Não muito longe da cidade corre um segundo rio chamado Węgiermuca, um afluente direito do Wierzyca. Na comuna de Pelplin há a chamada planície de Walichnowy, por onde corre o rio Vístula.

## Demografia
Conforme os dados do Escritório Central de Estatística da Polônia (GUS) de 31 de dezembro de 2024, Pelplin é uma cidade pequena com uma população de 7 118 habitantes (27.º lugar na voivodia da Pomerânia e 472.º na Polônia), tem uma área de 4,4 km² (40.º lugar na voivodia da Pomerânia e 909.º lugar na Polônia) e uma densidade populacional de 1 610 hab./km² (16.º lugar na voivodia da Pomerânia e 109.º lugar na Polônia). Entre 2002–2024, o número de habitantes diminuiu 17,2%.
Os habitantes de Pelplin constituem cerca de 6,42% da população do condado de Tczew, constituindo 0,30% da população da voivodia da Pomerânia.
| Descrição                         | Total      | Total   | Mulheres   | Mulheres | Homens     | Homens  |
| --------------------------------- | ---------- | ------- | ---------- | -------- | ---------- | ------- |
| unidade                           | habitantes | %       | habitantes | %        | habitantes | %       |
| população                         | 7 118      | 100     | 3 594      | 50,5     | 3 524      | 49,5    |
| área                              | 4,4 km²    | 4,4 km² | 4,4 km²    | 4,4 km²  | 4,4 km²    | 4,4 km² |
| densidade populacional (hab./km²) | 1 610      | 1 610   | 813,1      | 813,1    | 796,9      | 796,9   |

## Traçado urbano
Pelplin tem muitos monumentos arquitetônicos nos estilos gótico, barroco e clássico. O desenvolvimento urbano de Pelplin estava ligado à integração da igreja cisterciense com a área industrial e comercial próxima à estação ferroviária. As áreas entre esses locais começaram a ser integradas por ruas ao longo das quais foram construídas instalações públicas, incluindo hotéis, lojas, bancos, pousadas e escritórios. O traçado urbano atual de Pelplin é um complexo espacial de edifícios residenciais de cidade grande com níveis comerciais localizados no centro da cidade. Esse traçado está listado no registro de monumentos históricos.

## Economia
Principais setores econômicos:
- Comércio
- Agricultura
- Serviços

Maiores empresas:

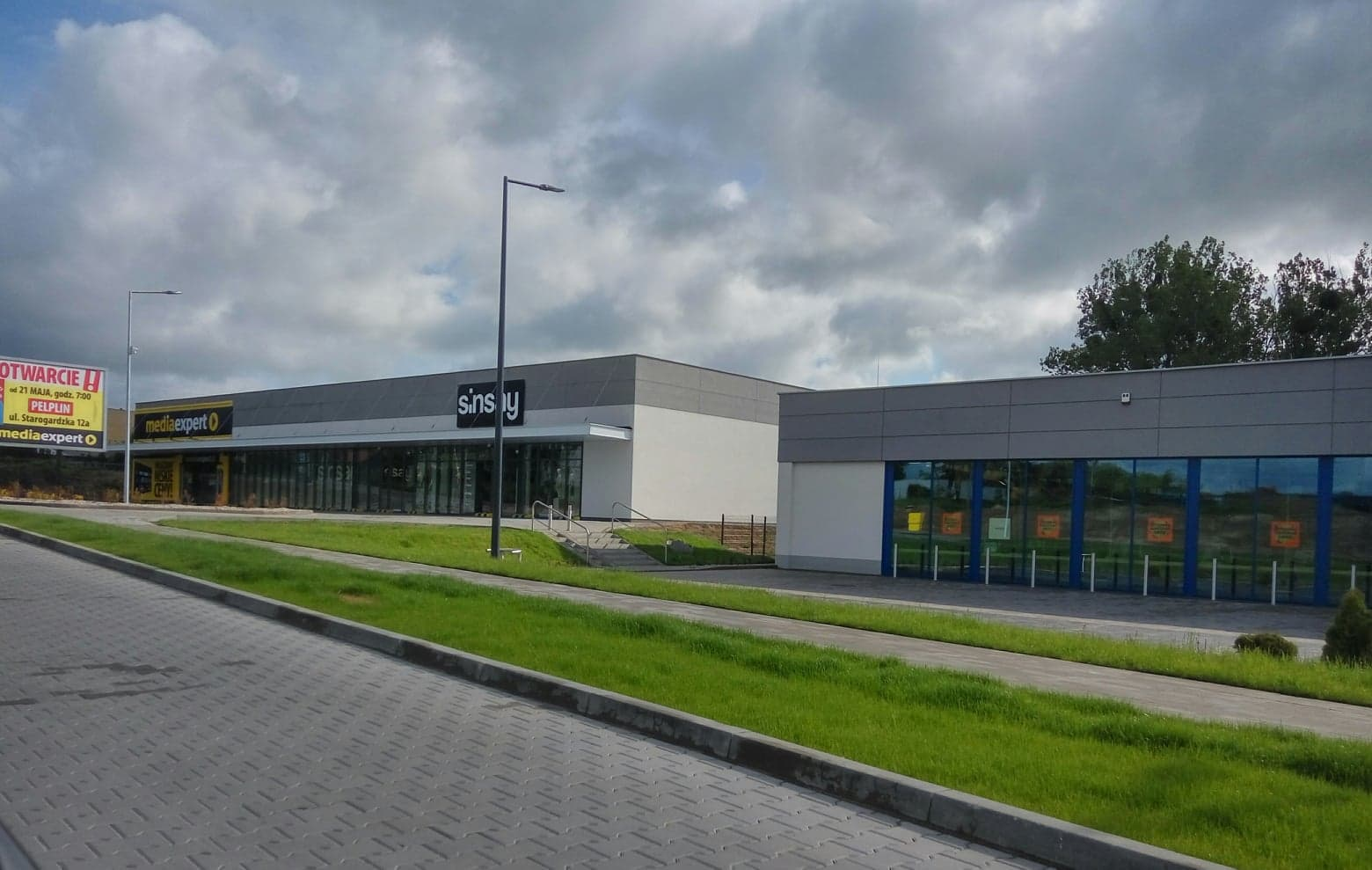
Centro comercial Retail Park

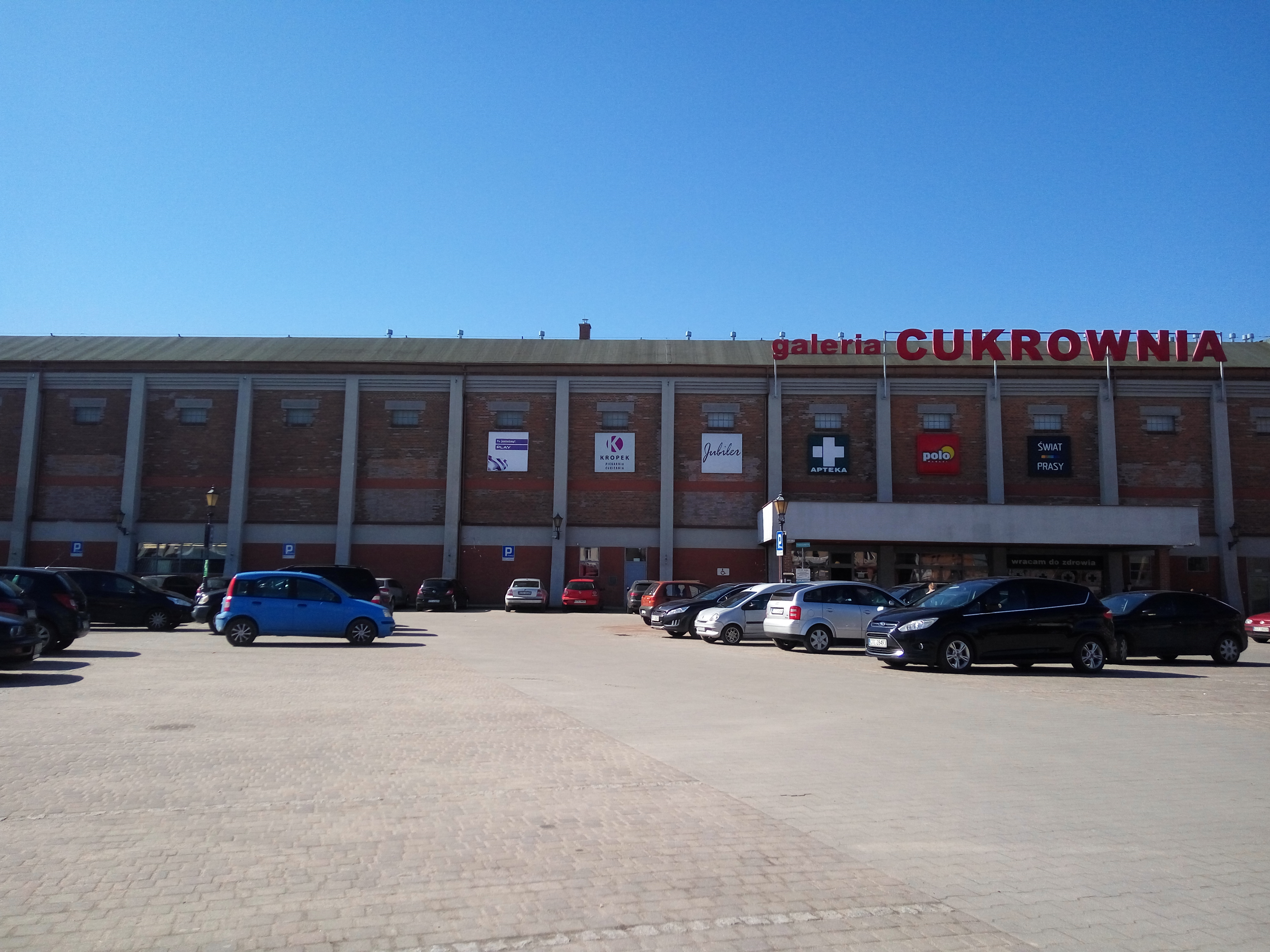
Galeria Cukrownia

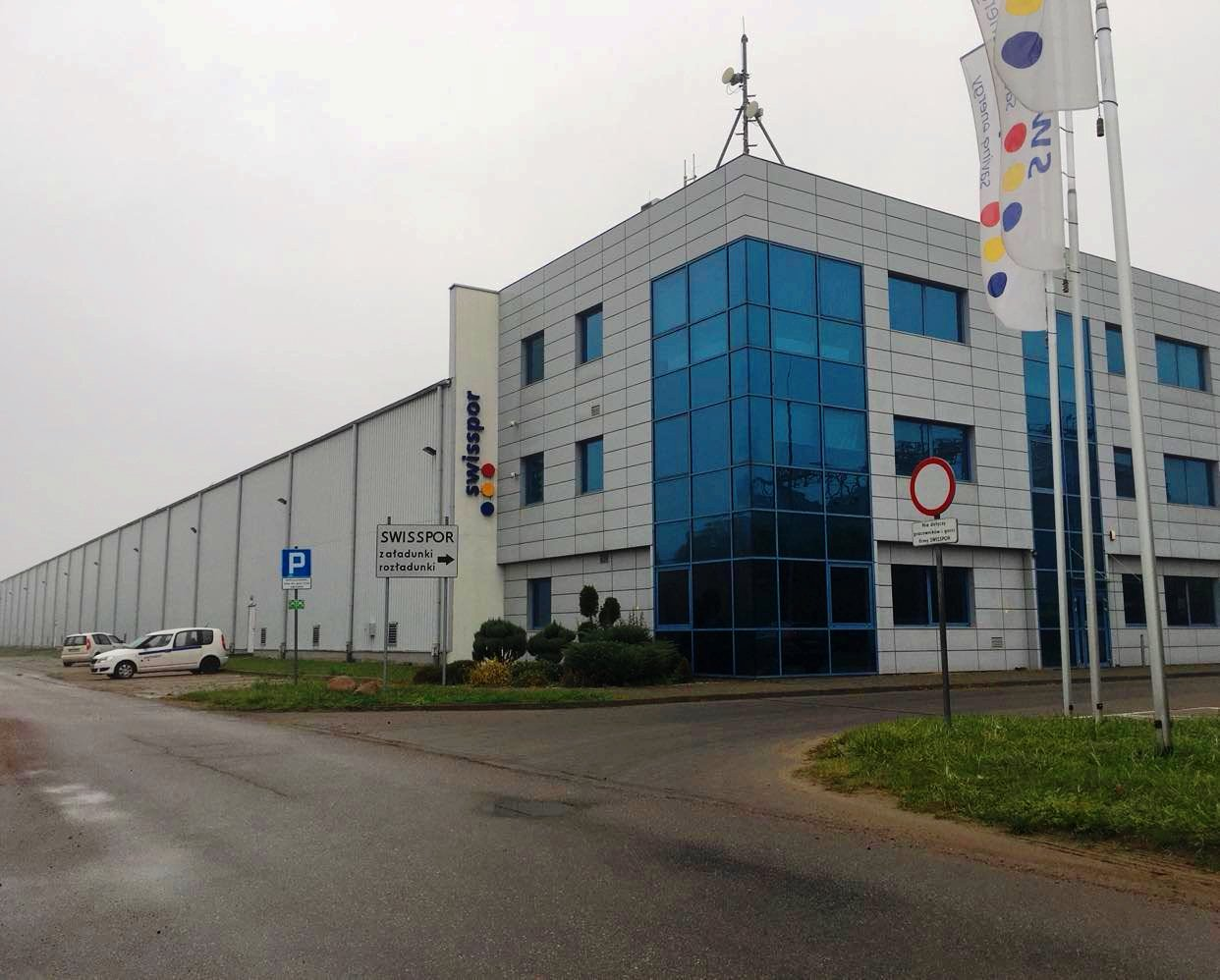
Swisspor Polska sp. z o.o

- Editora “Bernardinum” Sp. z o.o., rua Biskupa Dominika 11[24]
- “Colmec” Sp. z o.o., rua Przemysłowa 5, Rudno − parceria com usuários e revendedores de pneus[25]
- Zakład Masarski “Rąbała” Sp. z o.o. − fabricante de alimentos, rua Adama Mickiewicza 22[26]
- Zakłady Mięsne “Michna” Sp. z o.o. − produtora de produtos de carne, rua Podgórna 8 / Ropuchy[27]
- Swisspor Polska Sp. z o.o. − isolamento hídrico e térmico para construção, rua Adama Mickiewicza 56[28]
- Pelkom Sp. z o.o. − companhia de saneamento, rua Starogardzka 12[29]
- Padaria e confeitaria Meler, rua Adama Mickiewicza 34[30]

### Comércio
Pelplin tem várias lojas de varejo de grande formato, como Biedronka, PoloMarket, Rossmann, Pepco, Lidl, Sinsay, MediaExpert, o shopping center “Cukrownia”, além de pequenos supermercados. Há um mercado municipal que leva o nome de Boleslaw Knast.

### Investimentos
- Em 2019, foi iniciada a construção de um moderno conjunto habitacional e um centro de lazer com um hotel no local da antiga usina de açúcar.[32]
- Em 2019, foi iniciada a revalorização dos Jardins do Bispo, um complexo de parques históricos localizado no local de uma antiga abadia cisterciense. O projeto da Diocese de Pelplin, cofinanciado pelo Ministério da Cultura e do Patrimônio Nacional com recursos do Fundo Europeu de Desenvolvimento Regional, visa tornar os Jardins outra atração da cidade.[33]
- No vilarejo de Rajkowy (comuna de Pelplin), a construção de uma usina elétrica do norte movida a carvão estava planejada desde 2012. A usina, com sua infraestrutura, deveria ocupar uma área de aproximadamente 90 a 200 hectares localizada às margens do rio Vístula e queimar 4,5 milhões de toneladas de carvão por ano. O custo do investimento deveria ser de 12 bilhões de zlotys, e o investidor interessado era a Elektrownia Północ, uma empresa pertencente ao grupo internacional Kulczyk Investments SA. Por motivos formais e legais, a construção nunca foi iniciada[34] como resultado de recursos contra a licença de construção e as decisões ambientais apresentadas por moradores da região e organizações ambientais. A licença de construção foi revogada em fevereiro de 2013 pelo Tribunal Administrativo da Voivodia e, após ser reemitida pelo starosta de Tczew, foi novamente revogada pela voivodia da Pomerânia em 30 de dezembro de 2015.[35]

## Turismo

### Monumentos históricos

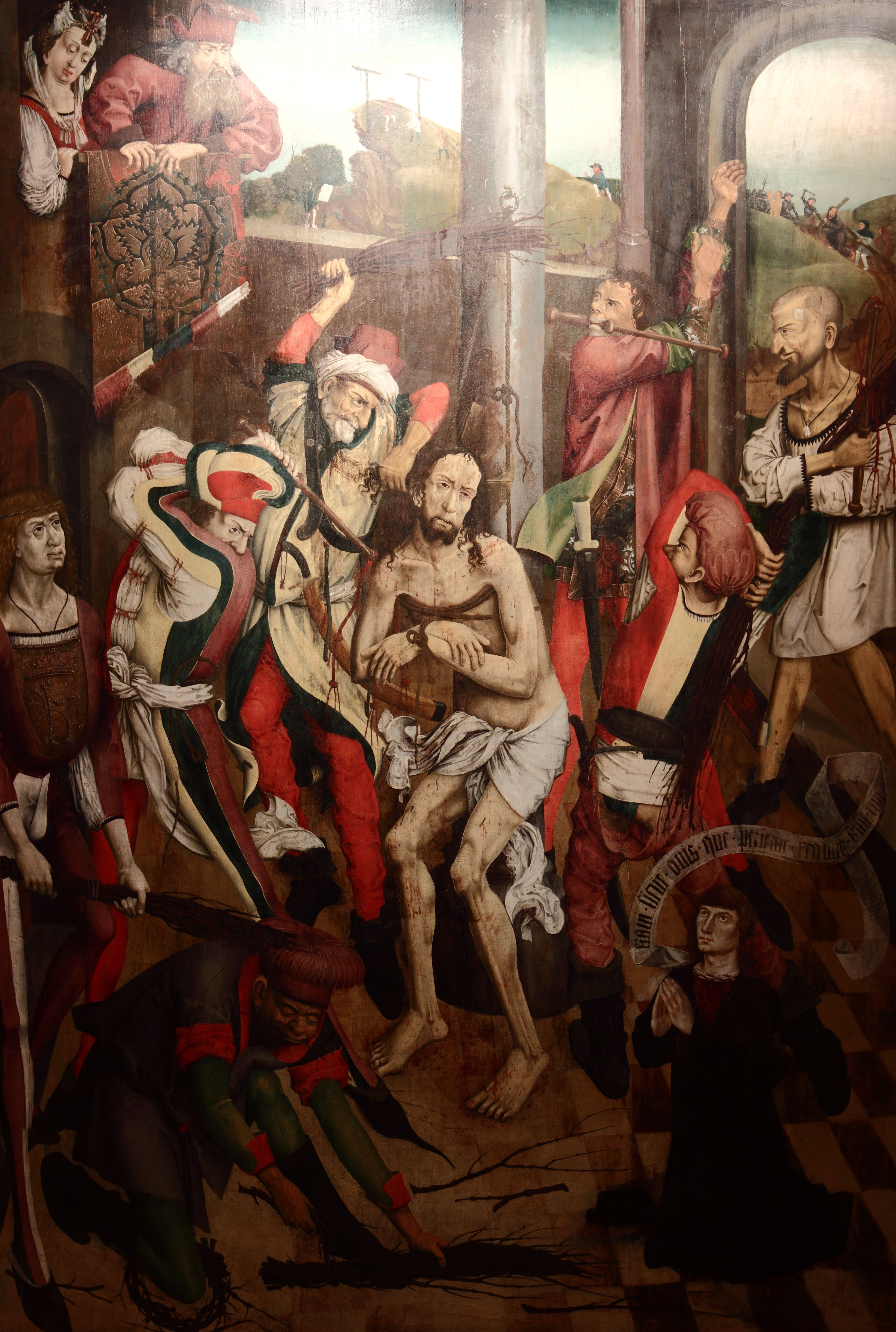
Museu Diocesano em Pelplin

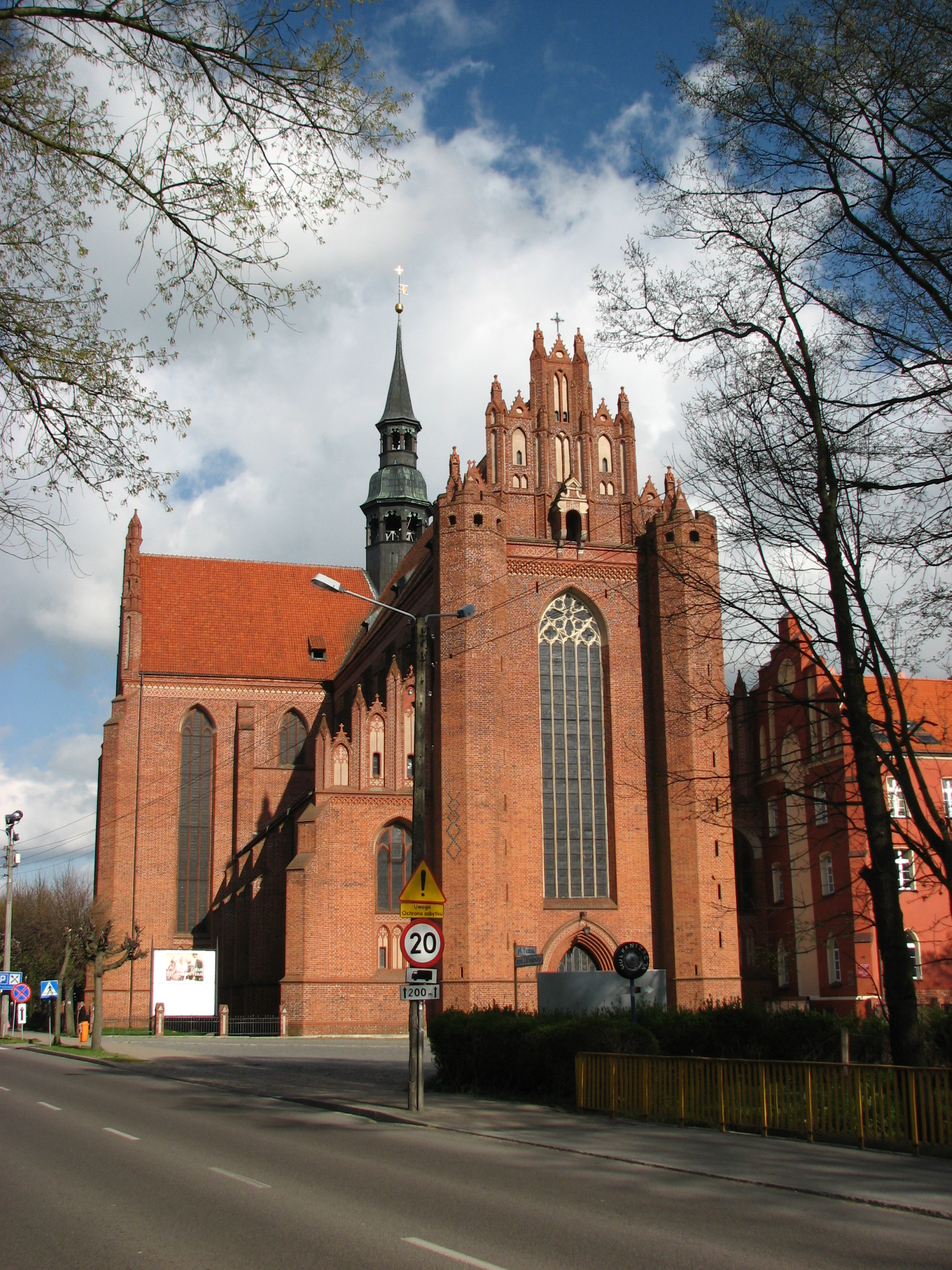
Catedral Basílica da Assunção da Bem-Aventurada Virgem Maria

Pelplin é uma das cidades mais reconhecidas da voivodia da Pomerânia, graças aos seus monumentos. Às vezes, ela é chamada de “Atenas da Pomerânia”. Muitos turistas visitam a cidade todos os anos e a classificação turística está aumentando gradualmente. De maior importância para o turismo é o complexo pós-cisterciense e a Catedral, listada como Monumento Histórico, bem como a Bíblia de Gutenberg, listada pela UNESCO. Há um Centro de Informações Turísticas Diocesano em Pelplin.
- Complexo de mosteiro gótico pós-cisterciense
  - Igreja do final do século XIII até meados do século XIV, abóbadas dos séculos XIV, XV e 1557 (Antoni Schultes de Gdansk), renovada e parcialmente reconstruída em 1894–1899, grande catedral basílica de três naves da Assunção da Bem-Aventurada Virgem Maria com um arranjo de nave imitando o arranjo do salão, com um presbitério e transepto retos e fechados; o interior é ricamente decorado com cadeirais góticos de meados do século XV, alguns dos mais valiosos da Polônia; um grande altar principal maneirista datado de 1623–1624 com pinturas de Herman Han (Coroação de Maria, Visão de São Bernardo) e rica decoração escultural; altares maneiristas nos corredores laterais e nos pilares da nave principal com pinturas de Herman Han (a famosa “Adoração dos Pastores”), Andrzej Stech, Bartłomiej Strobel.
- Ao lado da igreja, ao sul, está o antigo prédio do mosteiro do século XIV — a igreja é contígua ao sul pelo antigo mosteiro do século XIV, um edifício de três alas com um claustro e claustros circundantes contendo pinturas góticas do século XV e pinturas do final do século XVII de A. Stech e artistas de sua oficina.
- Igreja de Corpus Christi — gótica de cerca de 1417; na segunda metade do século XVII, tornou-se a igreja paroquial de um assentamento rural que se desenvolveu ao redor do mosteiro.
- Cemitério histórico do século XIX na igreja de Corpus Christi em Pelplin. [38].
- Museu Diocesano — com uma rica coleção de arte gótica (Bíblia de Gutenberg) e a Tablatura de Pelplin — uma das relíquias musicais mais valiosas e extensas da Europa do século XVII.
- Palácio do Bispo, de estilo clássico, foi construído por volta de 1837.
- Jardins do Bispo — um complexo de parques barrocos[40] e um pequeno jardim localizado no interior dos muros do mosteiro.
- Jardins do seminário.
- Casa do Relógio (Antigo Peregrino), que se destaca pela rica decoração arquitetônica de sua fachada que lembra a Art Nouveau, listada no Registro Nacional de Edifícios Históricos.
- Casas históricas na rua Mickiewicza e na rua Sambora.
- Mansões na rua Kanonicka.

Traçado urbano e paisagístico de Pelplin
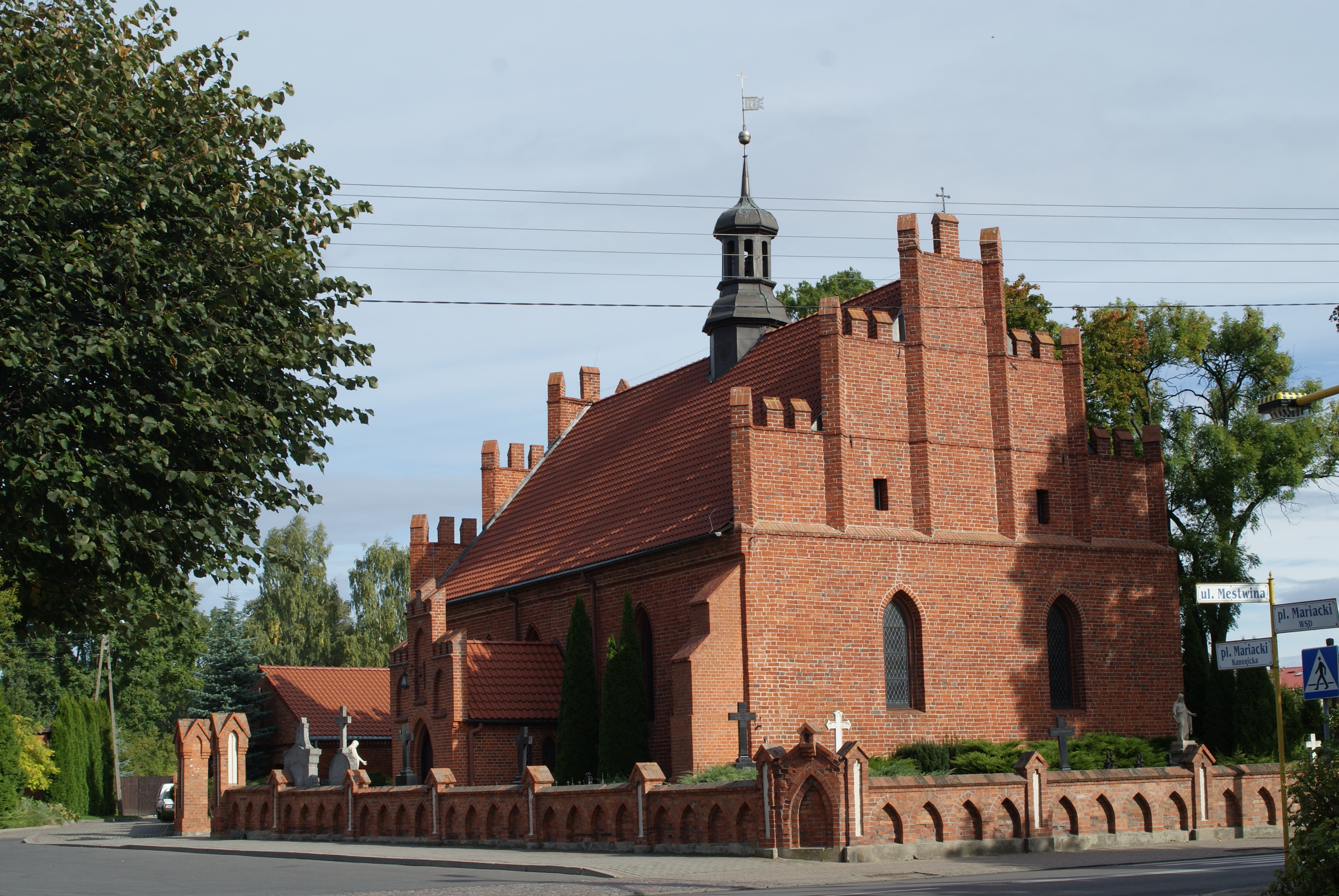
Igreja de Corpus Christi
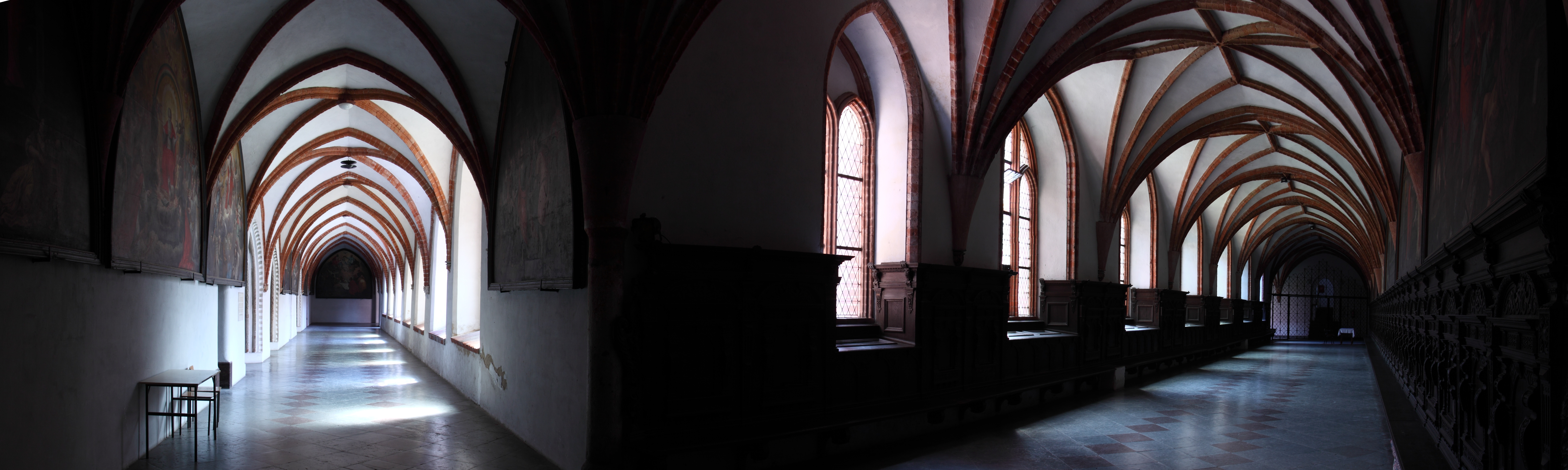
Pinturas góticas nas paredes dos claustros do antigo mosteiro cisterciense
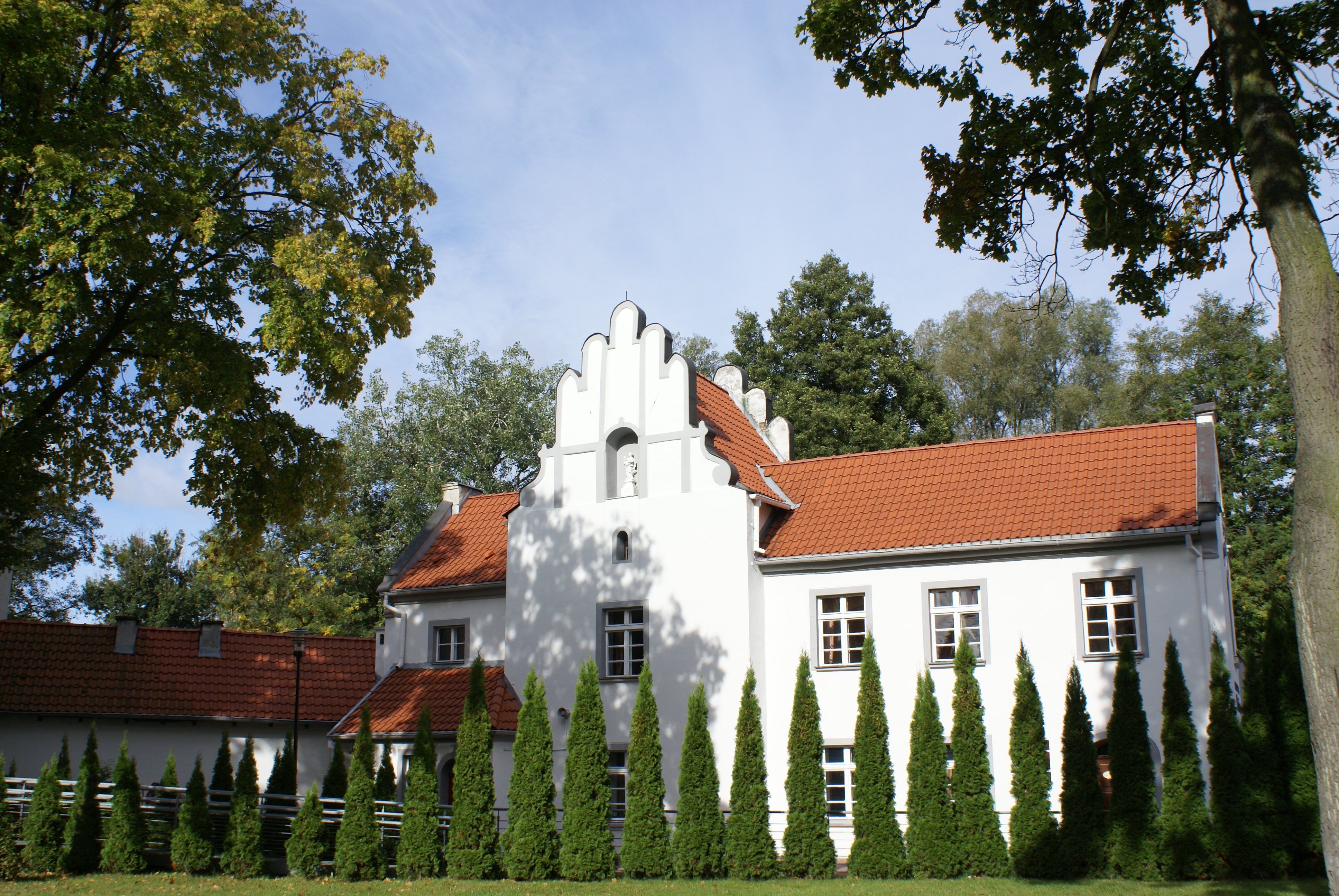
Edifício de entrada

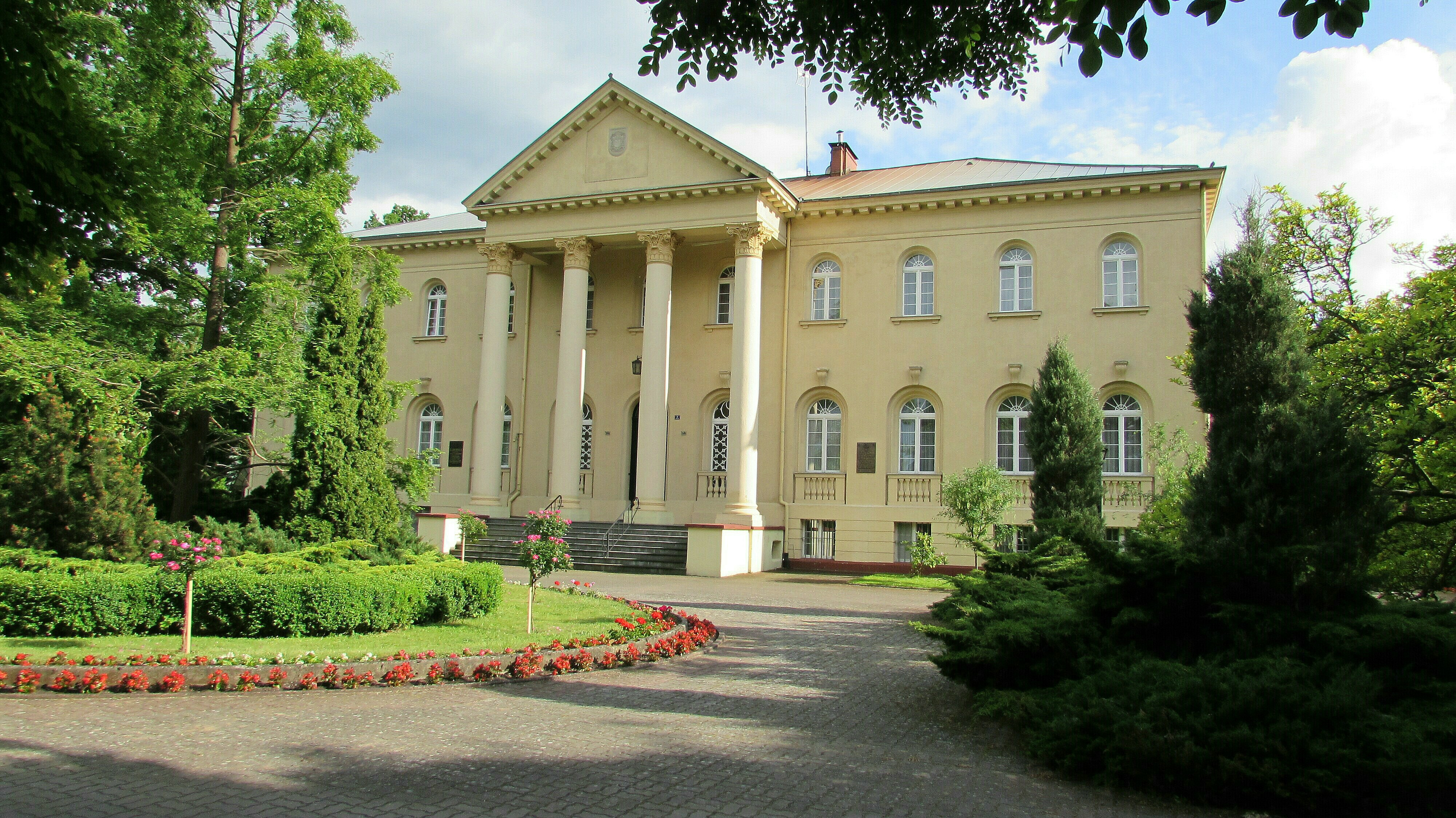
Palácio do Bispo
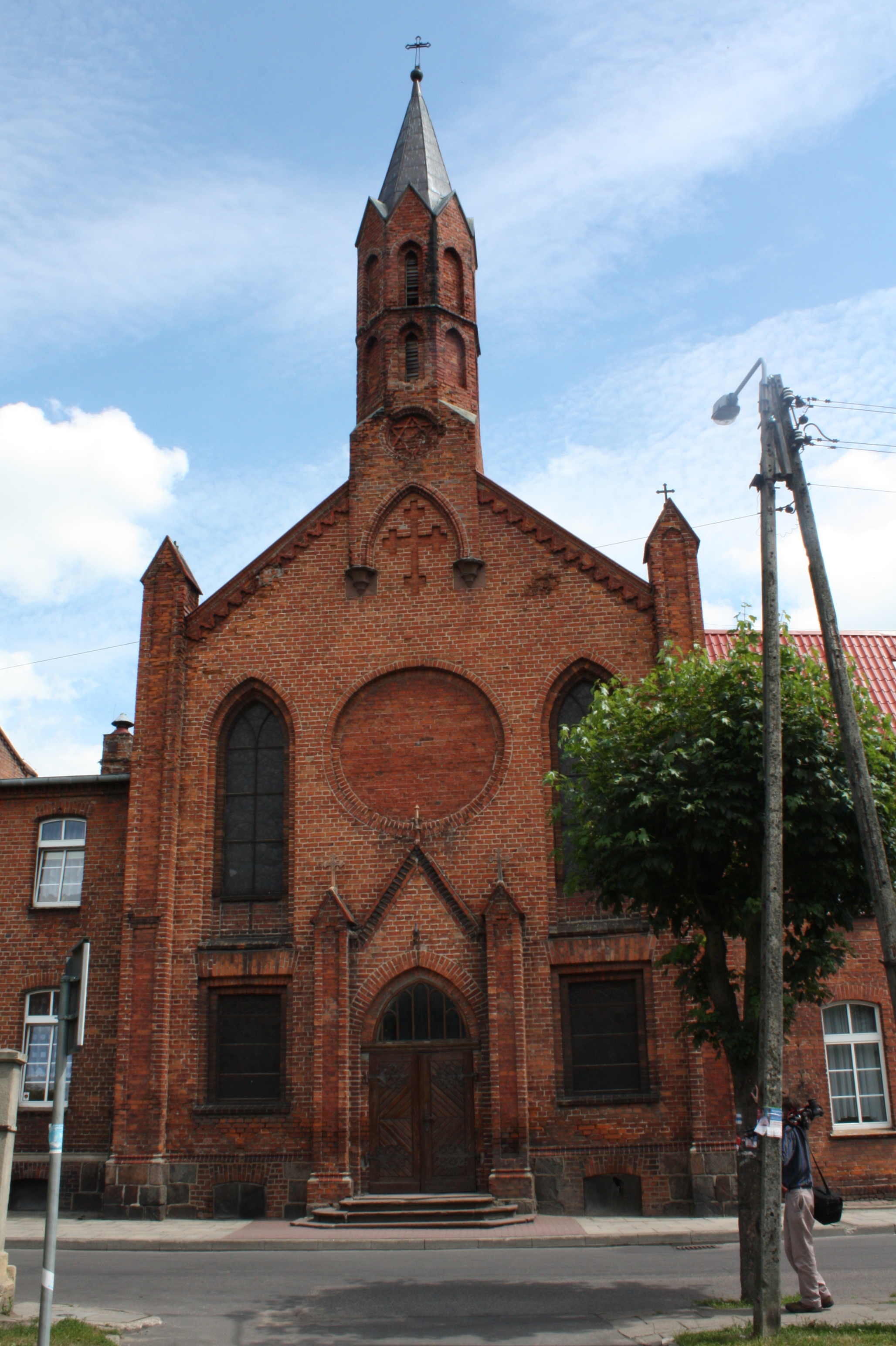
Igreja de São José
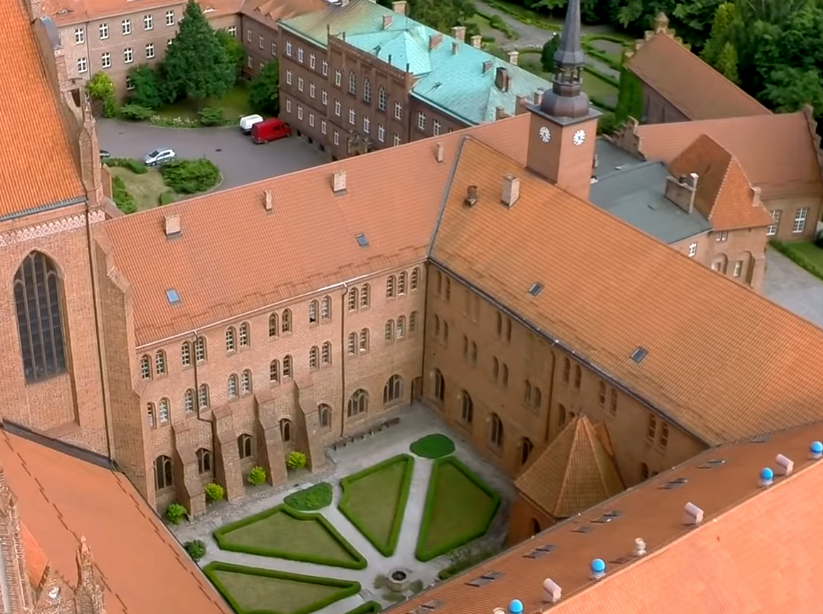
Pequeno jardim
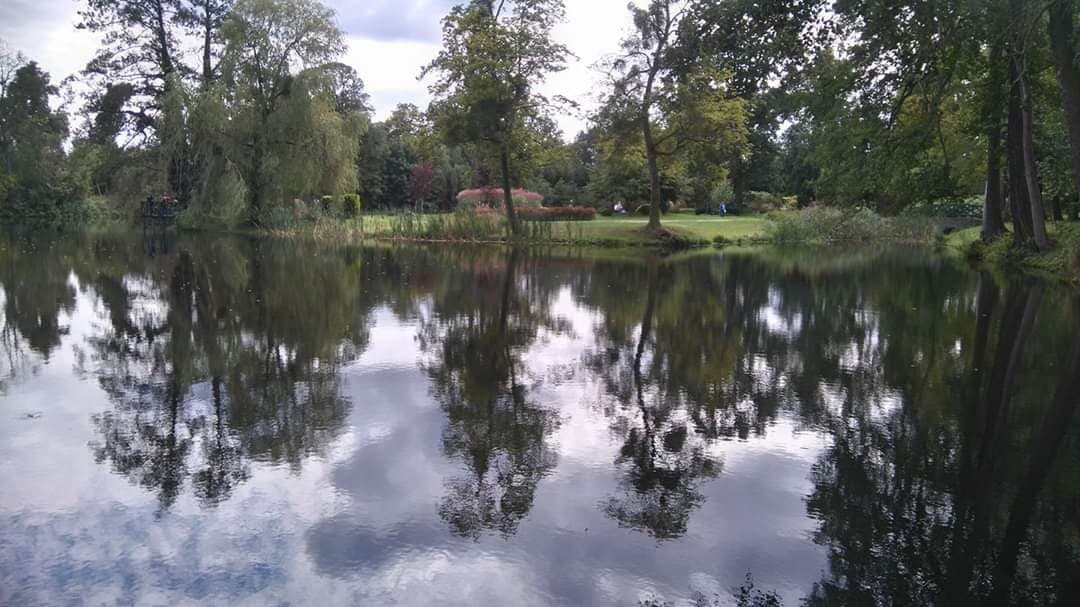
Jardins e parque do bispo
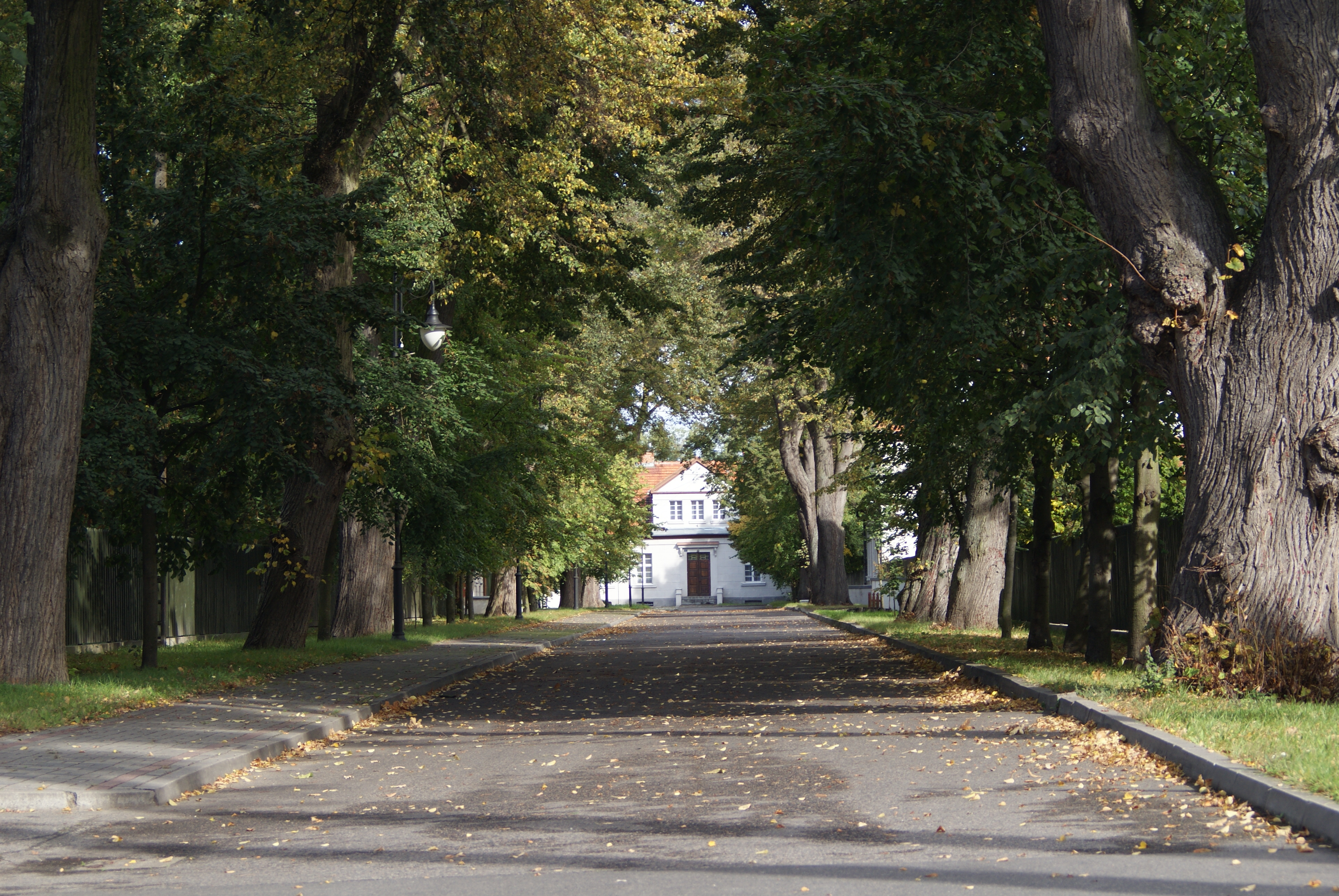
Mansões na rua Kanonicka

### Outros objetos históricos

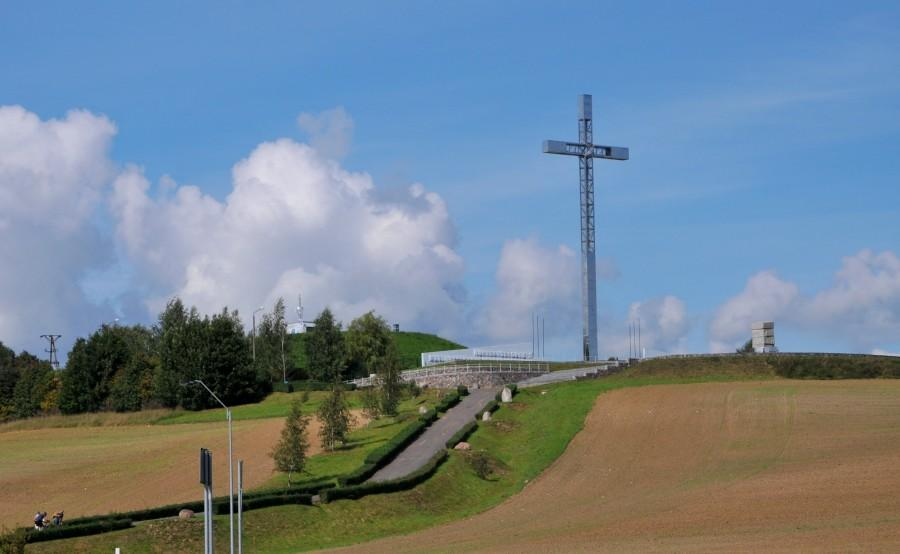
Monte João Paulo II

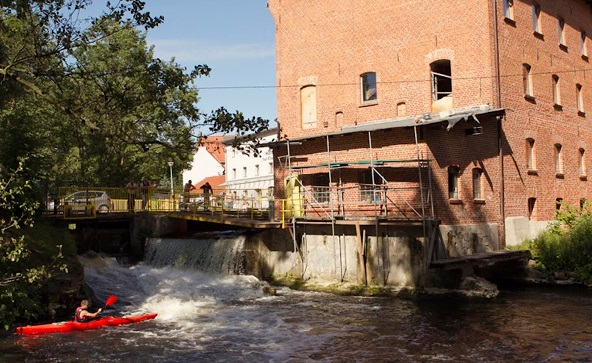
Moinho, rota de canoagem

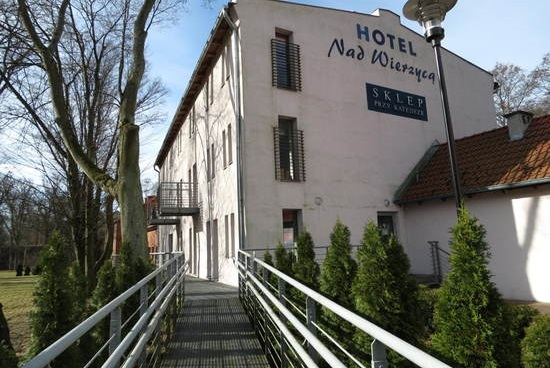
Hotel no rio Wierzyca

- Monte João Paulo II (antigo Monte do Bispo) — local onde o Papa João Paulo II celebrou uma missa em 6 de junho de 1999 e que hoje é um mirante e um local de peregrinação para fiéis e turistas.[41]
- Cemitério de 1905, localizado na escarpa do rio Wierzyca, onde estão enterrados os seguintes bispos de Chełmno: Konstanty Dominik, Aleksander Karczyński, Janusz Stanisław Pasierb, Franciszek Sawicki.[42]
- Moinho e hotel no rio Wierzyca.
- Ponte ferroviária histórica de tijolos.
- Represa no rio Wierzyca.
- Eclusa pós-cisterciense.
- Pedra do Diabo.
- Celeiro.
- Ruínas do cemitério evangélico em Nadleśnictwo.
- Cruz em Wola — em homenagem aos padres assassinados aqui.

### Trilhas para caminhadas
Pelplin tem muitos quilômetros de ciclovias e trilhas com uma infraestrutura desenvolvida. Uma ciclovia leva daqui até Starogard Gdański. No rio Wierzyca, há uma marina de canoagem com um píer, abrigos, bicicletários e bancos onde os canoístas podem descansar.
As trilhas de caminhada mais importantes são:
- Trilha do rio Wierzyca (79,6 km de extensão): Pogódki — Starogard Gdański - Pelplin — Gniew.[43]
- Trilha Terra Tczew Roman Klim (extensão de 78,9 km): Tczew — Pelplin — Rakowiec.[44]
- Trilha da maternidade (extensão de 19 km): Starogard Gdański — Owidz — Kolincz — Klonówka — Pelplin[45]

### Acomodações
O Hotel no rio Wierzyca está situado nos quartos históricos do moinho de água da antiga abadia cisterciense em Pelplin. Seus interiores têm elementos autênticos da arquitetura de madeira cisterciense. O hotel tem capacidade para 50 leitos. O hotel não está mais aberto.

## Educação

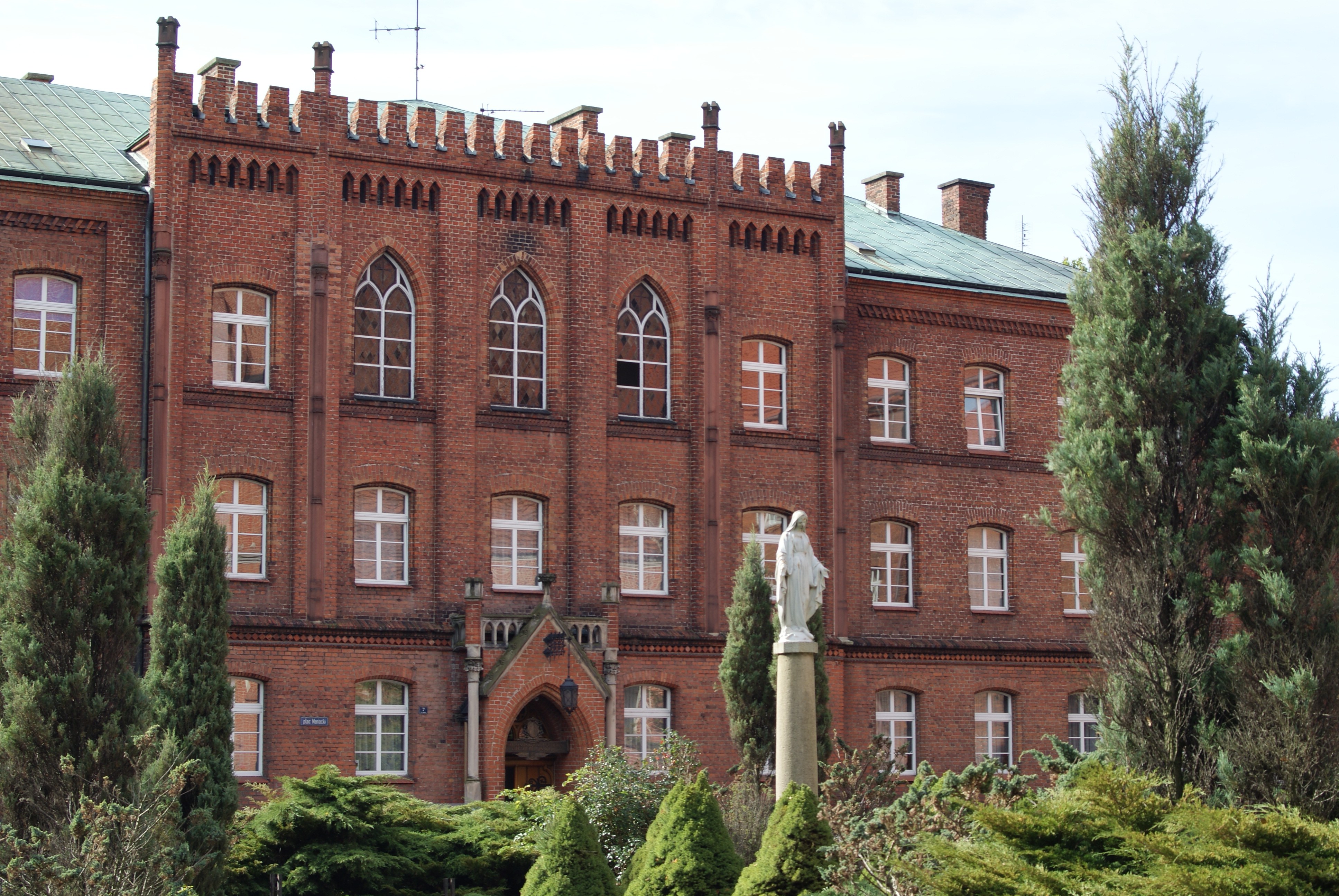
Seminário Teológico

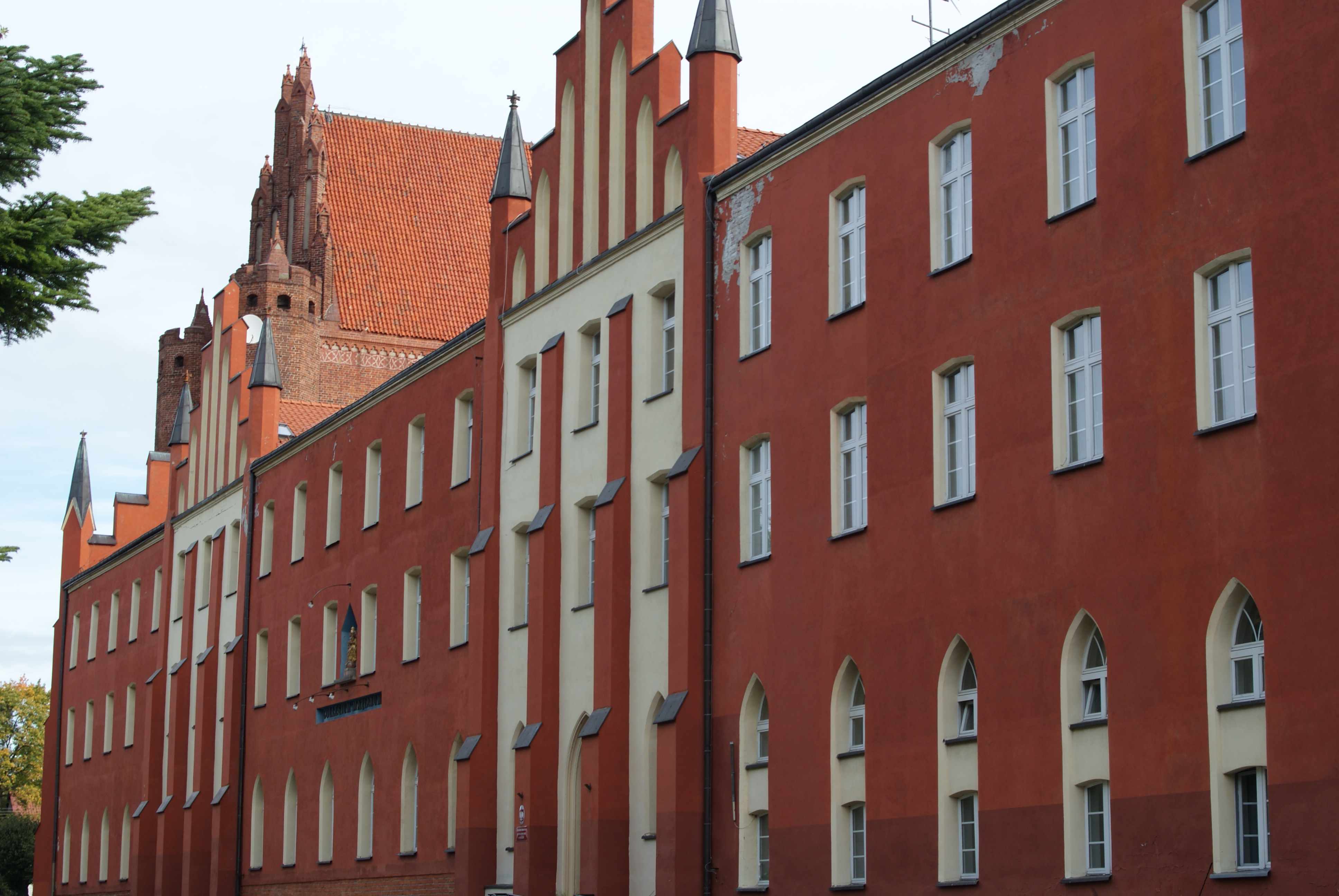
Colégio Mariano, escola católica de ensino médio João Paulo II

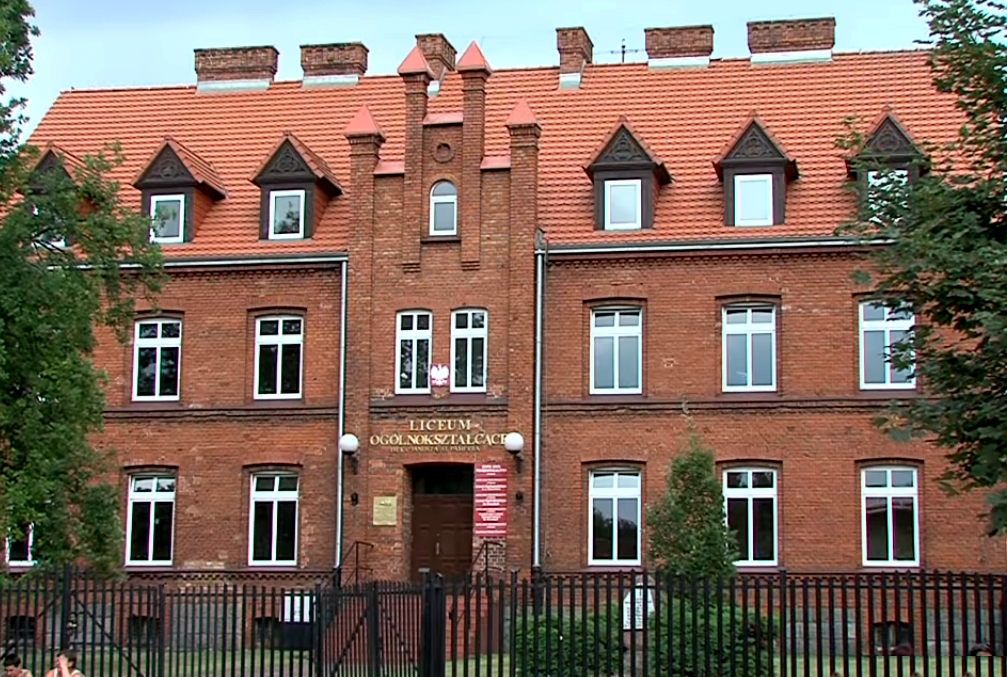
Escola de Ensino Médio Janusz St. Pasierb

- Jardim de infância n.º 1 “Jedyneczka”, rua Sambora 5a[46]
- Jardim de infância n.º 2, rua Kościuszki 2[47]
- Complexo de Educação e Criação n.º 1 João Paulo II, rua Sambora 5A[48]
- Complexo Escolar n.º 2 Bispo Constantino Dominik, rua Kościuszki 12A[49]
- Escola Especial e Centro Educacional, rua Sambora 5A[50]
- Complexo da Escola Profissionalizante[51]
- Escola Secundária Geral Padre Janusz St. Pasierb, rua Sambora 5[52]
- Escola Secundária Geral para Adultos
- Complexo de escolas pós-secundárias “Przyszłość” — escola pública, rua Kościuszki 12A
- Colégio Mariano, escola católica de ensino médio João Paulo II, avenida Cystersów 2[53]
- Seminário Teológico Superior da Diocese de Pelplin, praça Mariacki 7[54]
- Escola Estadual de Música Primária Janina Garścia em Tczew — filial em Pelplin, praça Grunwaldzki 2[55]
- Escola de música diocesana de segundo grau não pública em Pelplin, colégio de organistas da Diocese de Pelplin[56]

## Meios de comunicação
- Radio Głos — estação de rádio católica da diocese de Pelplin[57]
- Informator Pelpliński — jornal informativo da cidade
- Pielgrzym — jornal católico quinzenal da Diocese de Pelplin
- TV-Pelplin — estação municipal de televisão pela Internet

## Esporte
KS Wierzyca Pelplin — Clube esportivo fundado em 1956 em Pelplin. O clube tem uma equipe sênior e vários grupos de jovens. Os maiores sucessos do clube incluem:
- Futebol
  - Conquista da Copa Regional da Polônia (2004/2005)
  - Promoção para a 4ª divisão (2004/2005)
  - Promoção para a 3ª divisão (2006/2007)
  - Promoção para a 3ª divisão (2016/2017)[58]
- Caratê — existe desde 1991. Nos anos de 1999 a 2003, pertencia à Federação Polonesa de Caratê Fudokan Tradicional. A seção participou de muitos campos de treinamento e colocações, tanto nacionais quanto internacionais, durante esses anos. Muitos sucessos esportivos dos competidores do clube podem ser atribuídos a esse período. Desde 1 de junho de 2003, a seção era membro do clube esportivo municipal KS “Wierzyca” Pelplin. Ela tinha uma licença emitida pela Associação Polonesa de Caratê e era afiliada ao Subcomitê de Caratê Shotokan da W.S.I. PZK. Desde 2008, ela não é mais afiliada.

KS Centrum Pelplin — clube esportivo fundado em 1998 em Pelplin. Os maiores sucessos do clube incluem a promoção para a 4ª divisão e a conquista de 1/4 da Copa Regional da Polônia.
Akademia Piłkarska St. Rąbała Jedynka Pelplin — uma academia de futebol juvenil que teve vários sucessos em competições juniores.
Decka Pelplin — um clube de basquetebol fundado em 2008. O clube tem uma equipe sênior e oito grupos juvenis que jogam como KS Jedynka Pelplin. O clube coopera com a SKS Starogard Gdański e tem um acordo de treinamento com a Polpharma Starogard Gdański. Os maiores sucessos do clube incluem: promoção para a 2ª liga masculina e participação nos play-offs da 1ª liga. O Decka Pelplin tem um clube de torcedores. Em 2019, os jogadores da equipe incluem o representante polonês (vindo dos Estados Unidos) Michael Hicks, medalhista de bronze do Campeonato Mundial de 3x3.
Bloczek Team Pelplin — um clube de luta livre com vários sucessos em seu crédito. Em 2019, em Tallinn, a atleta da Bloczek Team Pelplin, Magdalena Głodek, ganhou uma medalha de bronze no Campeonato Mundial Júnior Feminino, representando a Polônia.

### Instalações esportivas e de lazer
- Estádio Municipal de Pelplin, rua Czarnieckiego, 8
- Sauna, rua Czarneckiego, 8
- Campo de futebol de Pelplin, rua Sportowa
- Ginásio de esportes no ZKiW n.º 1 em Pelplin (capacidade da tribuna: 500), rua Sambora, 5A
- Campo esportivo na ZKiW n.º 1, rua Sambora, 5A
- Complexo de campos na ZS n.º2 do tipo "Orlik" com superfície artificial, rua Kościuszki 12A
- Ginásio de esportes na ZS n.º 2 em Pelplin, rua Kościuszki, 12A
- Ginásio de esportes, rua Starogardzka, 4
- Ginásio de esportes na escola de ensino médio abrangente em Pelplin, rua Sambora
- Parque de skate, rua Bielawska
- Parque de diversão familiar Nivea, rua Kopernika 1
- Academia ao ar livre do Nivea Park, conjunto habitacional Pólko, rua Starogardzka

## Cultura

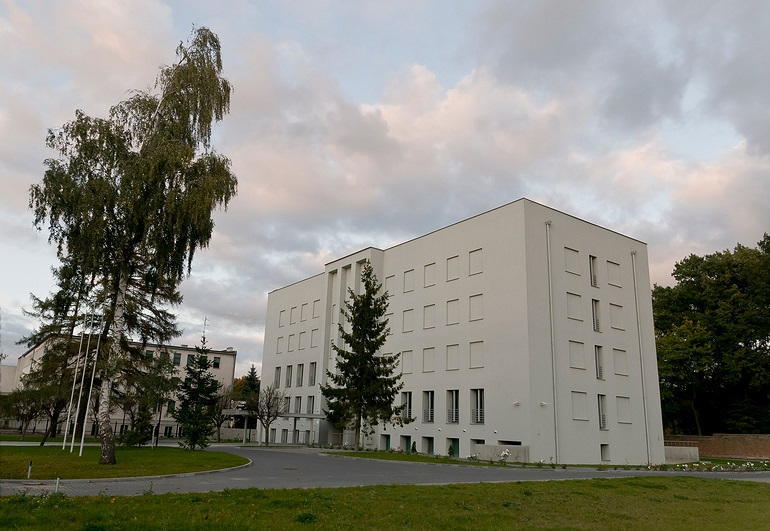
Biblioteca Diocesana Jan Bernard Szlaga

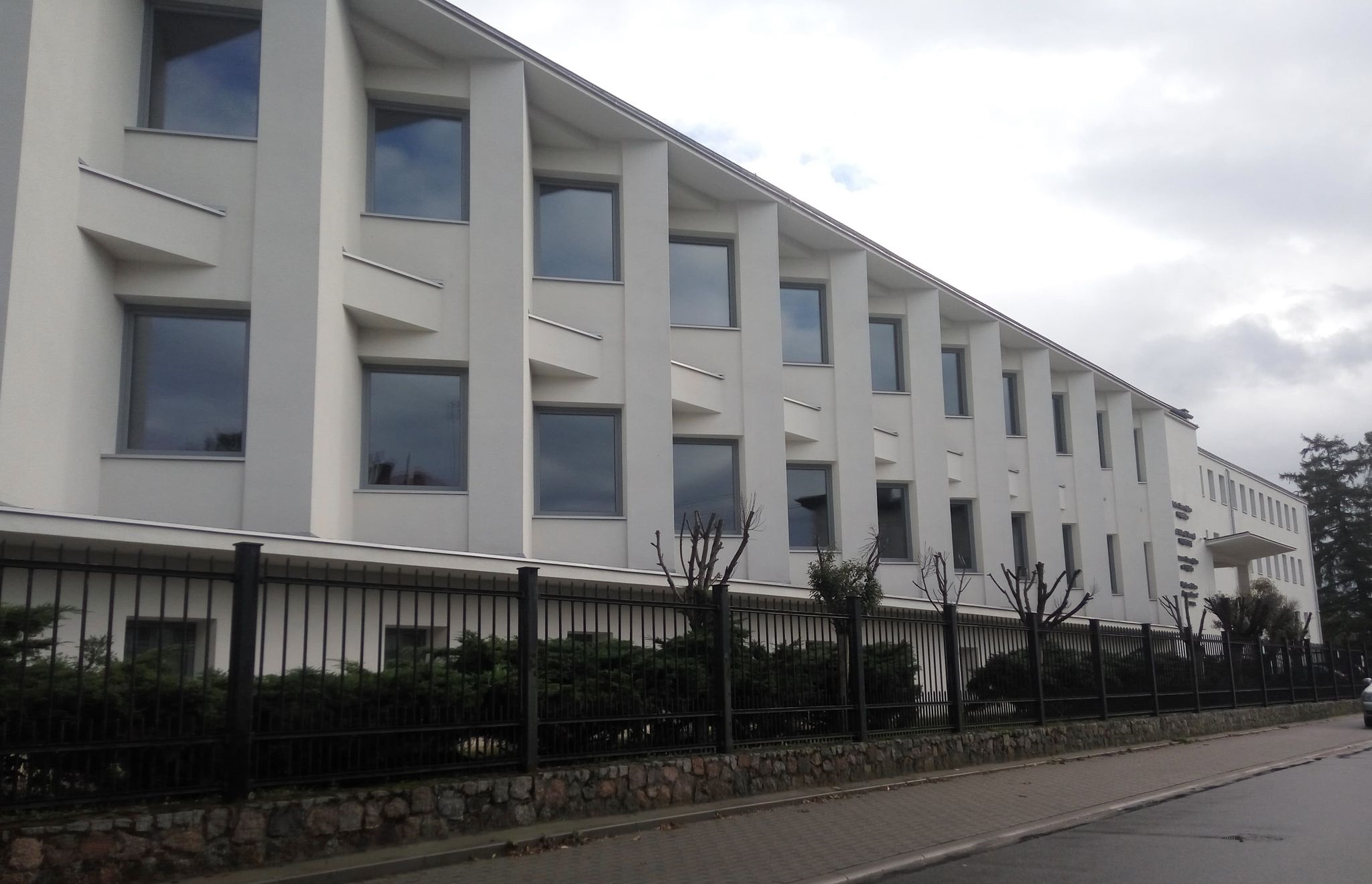
Museu Diocesano

Pelplin recebe eventos de caráter nacional. Pelplin é chamada de “Capital Cultural de Kociewie”.
Eventos:
- Festival de Poesia da Pomerânia em homenagem ao padre Janusz St. Pasierb
- Festival Internacional de Música de Órgão na Catedral Basílica de Pelplin
- Feira Cisterciense (terceiro fim de semana de setembro)[59]
- Concerto de Natal organizado pela Polpharma na Basílica da Catedral em Pelplin e transmitido pela televisão polonesa, programa TVP2.
- Dias de Pelplin
- Dia de São Bernardo
- Reencenação histórica: entrada do exército polonês e chegada do general Józef Haller em Pelplin
- Encenação histórica: a visita de Józef Piłsudski a Pelplin no Dia da Independência
- Procissão dos Três Reis Magos
- Concertos musicais
- Apresentações teatrais
- Noite dos museus

Instituições:
- Centro Cultural Municipal de Pelplin
- Biblioteca Pública Municipal B. Sychta em Pelplin
- Biblioteca Diocesana em Pelplin com o nome de Jan Bernard Szlaga (com grandes salas de reunião)
- Museu Diocesano em Pelplin

Bandas e orquestras:
- Banda de metais de Pelplin
- Grupo folclórico “Modraki”
- Grupo folclórico “Gzuby z pelplińskiej Dwójki” (Gzubs da Escola Secundária de Pelplin)
- Grupo evangélico “Em plena voz”
- Escola “Vocatus Domini” (Vocação Dominicana)
- Banda paroquial “Quo Vadis”

Pelplin também é um centro de corais com vários grupos.
Pelplin costumava ter o cinema “Wierzyca”, cujo prédio foi assumido pelo Centro Cultural Municipal.

## Transporte

### Transporte rodoviário

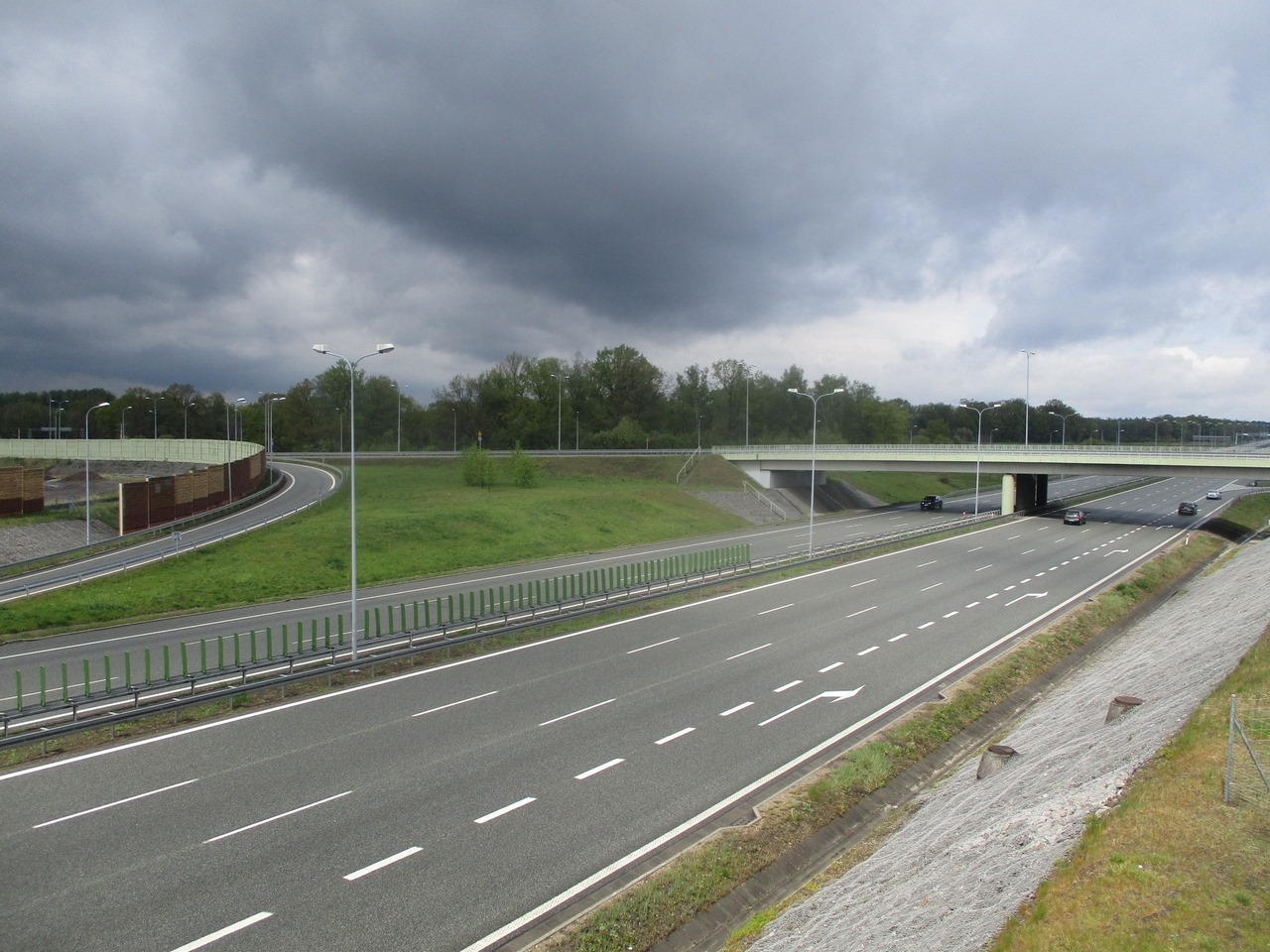
Autoestrada A1 em Pelplin

Pelplin é um entroncamento de tráfego local. Ele está localizado entre a autoestrada A1 (trevo de Pelplin) e a estrada nacional n.º 91. As estradas provinciais n.º 229 e n.º 230 passam ao longo do desvio.
- Autoestrada A1 (entroncamento Pelplin) — está localizada na parte oeste da cidade, a cerca de 3,5 km do centro. Há um distrito de manutenção de autoestrada no trevo de Pelplin.
- Estrada nacional n.º 91 — localizada na parte leste da cidade, a cerca de 4 km do centro.
- Estrada provincial n.º 229
- Estrada provincial n.º 230

### Transporte ferroviário

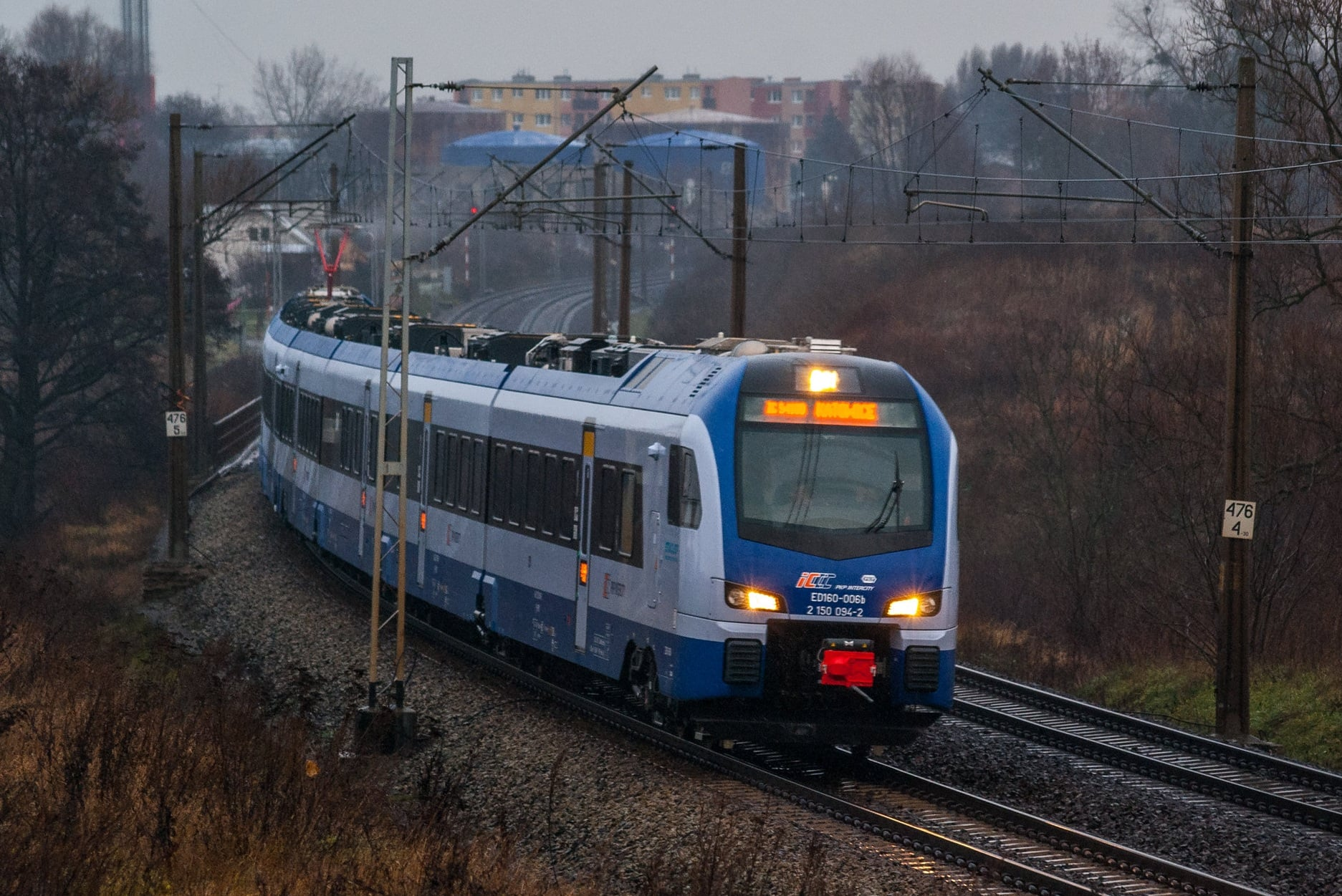
Linha ferroviária n.º 131 em Pelplin

Uma importante linha ferroviária tronco Chorzów Batory - Tczew e mais adiante para a Tricidade passa por Pelplin. Todos os dias, a estação de Pelplin atende a centenas de passageiros. Há um pátio de carga, ramais, armazém de carga e trilhos laterais. A estação ferroviária de Pelplin tem uma bilheteria e uma sala de espera. Ela foi reformada em 2015 e tem um consultório médico e uma farmácia. As plataformas, os trilhos e a tração foram modernizados. Ao lado do prédio, há uma estação de ônibus e um ponto de táxi.
Pelplin costumava ter uma ferrovia industrial de bitola estreita que ia da estação Cukrownia, passando por Mały Garc, até Nizina Walichnowska. A linha acabou sendo desativada em 1978 e as locomotivas a vapor foram transferidas para o Museu Ferroviário em Varsóvia.

### Transporte público

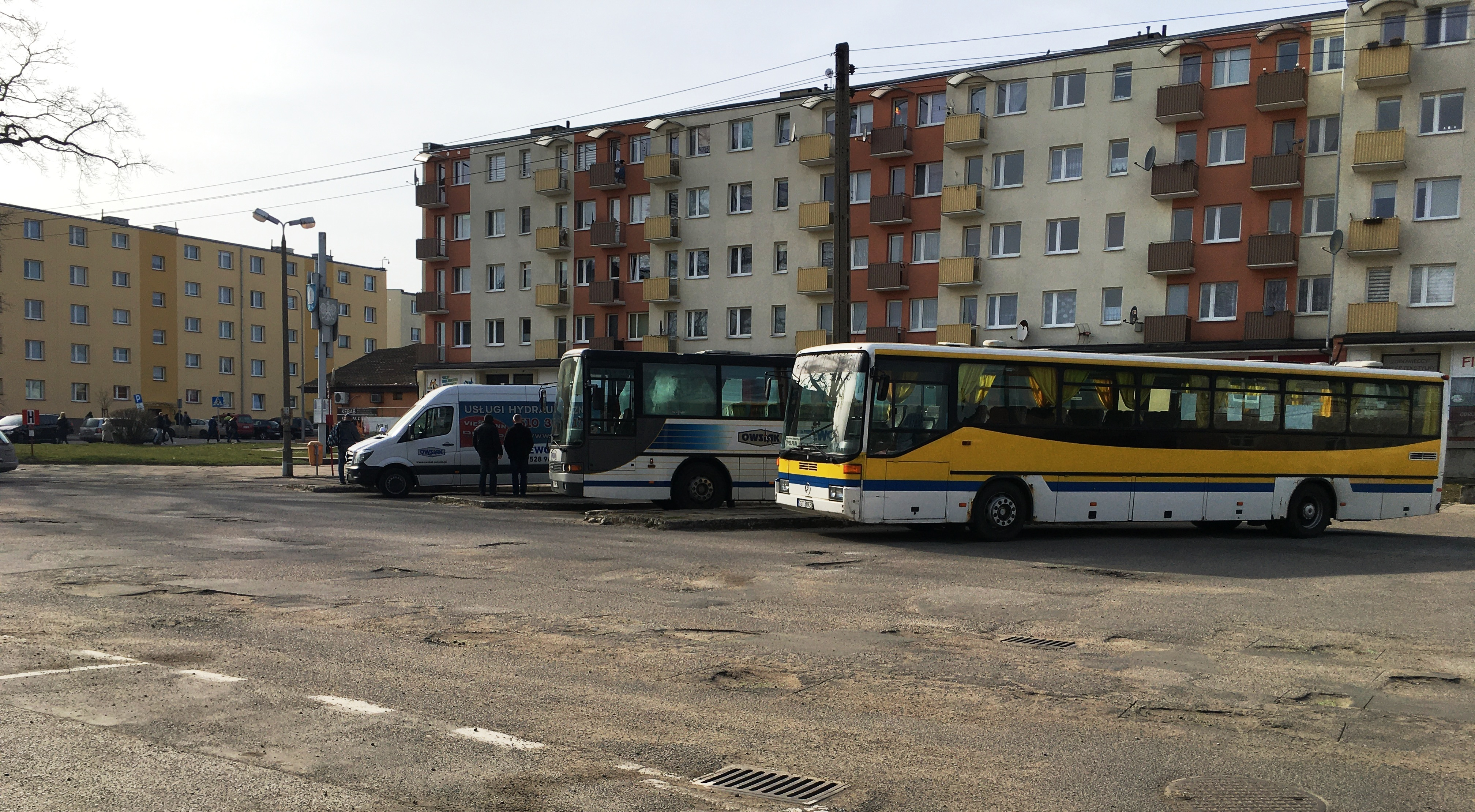
Rodoviária, rua Dworcowa

Em Pelplin, o transporte público opera na linha Pelplin — Małe Walichnowy. A linha de transporte público opera de segunda a sexta-feira. A transportadora municipal é a Arriva Bus Transport Polska Sp. z o. o. Além disso, a PHU “Owsiak” e a “Latocha” operam na cidade. Uma linha opera nas rotas Pelplin — Starogard Gdański — Pelplin e Pelplin — Tczew — Pelplin. Há uma rodoviária com três plataformas na cidade.

### Transporte aéreo
Os aeroportos internacionais mais próximos do Pelplin são: Lech Wałęsa Airport Gdansk (aproximadamente 60 km), e Bydgoszcz Airport S.A. (aproximadamente 120 km). Durante a visita papal em 1999, vários heliportos foram construídos nas proximidades do Monte João Paulo II, dos quais o principal existe até hoje.

## Conjuntos habitacionais
Conjuntos habitacionais em Pelplin:
- Conjunto habitacional Dworcowa
- Conjunto habitacional Wybickiego
- Conjunto habitacional Młodych

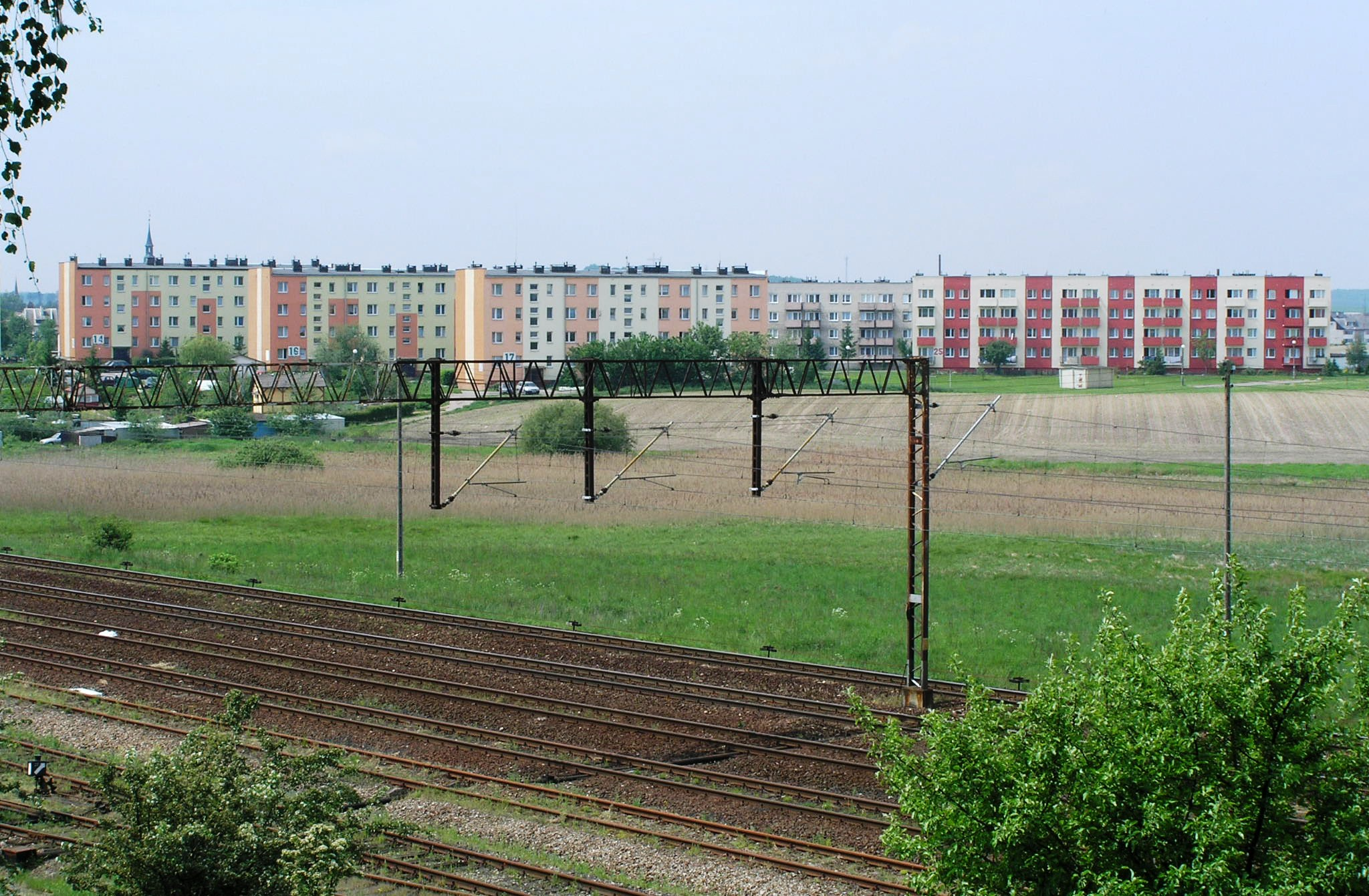
Vista do conjunto habitacional Dworcowa a partir dos trilhos do trem

- Conjunto habitacional Limanowskiego
- Conjunto habitacional Kopernika
- Conjunto habitacional Pólko
- Conjunto habitacional Świerkowa
- Conjunto habitacional Marzenie

## Comunidades religiosas
Pelplin é a sede da diocese de Pelplin, que tem 760 mil fiéis, composta por 290 paróquias. A área da diocese é de 12 890 km². Historicamente, a Diocese de Pelplin refere-se à Diocese de Chełm, que foi criada em 29 de julho de 1243.

## Administração

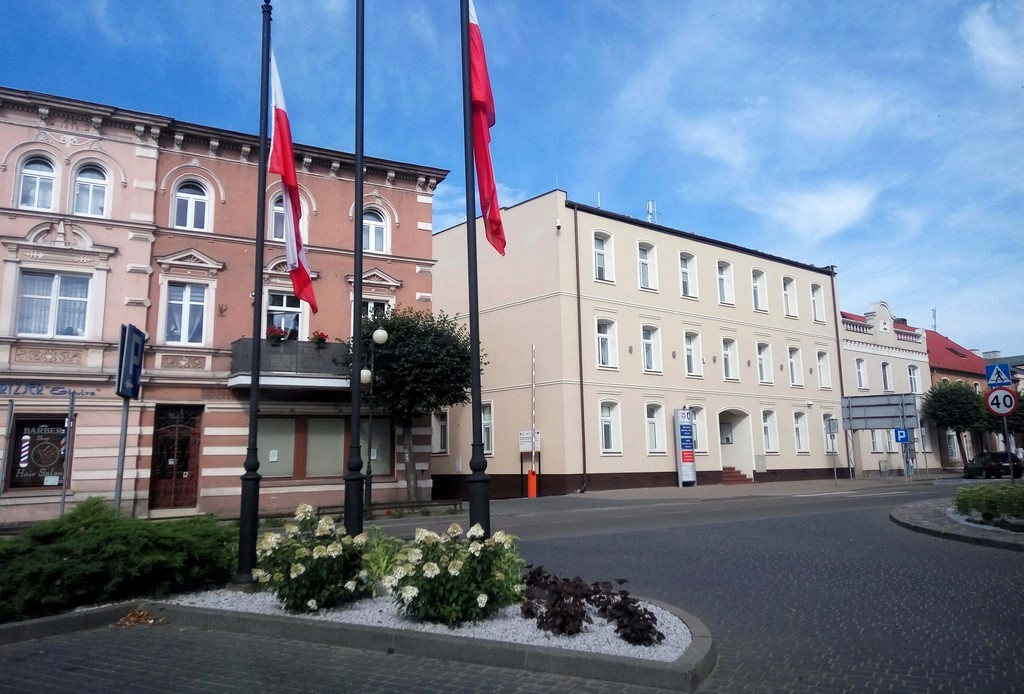
Escritório da cidade e da comuna de Pelplin

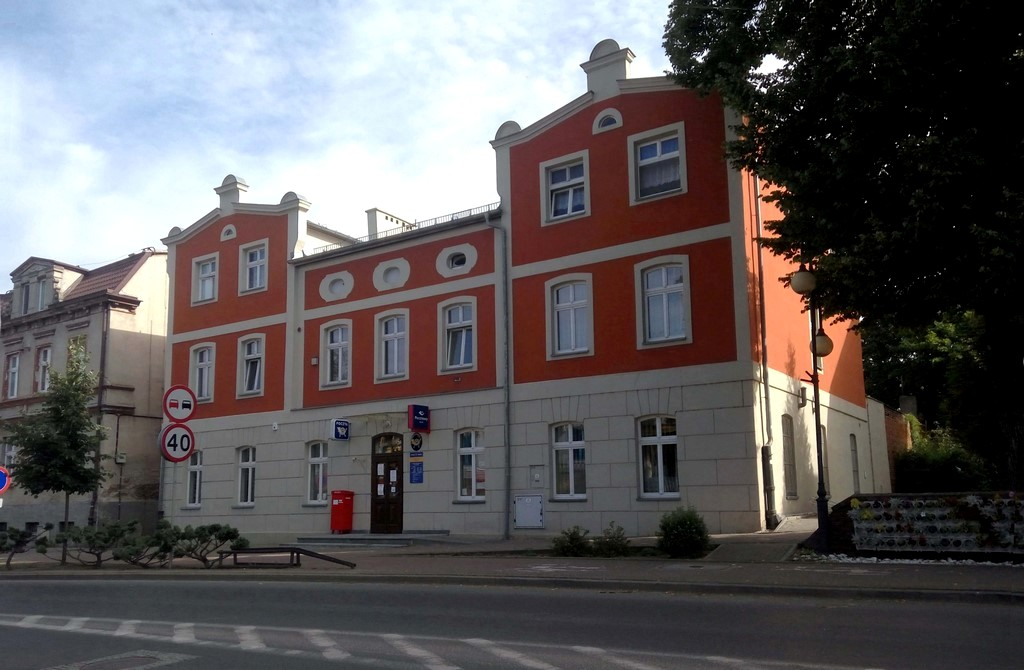
Edifício dos Correios, rua Mickiewicza

Pelplin tem a classificação de uma comuna urbano-rural. Os residentes elegem 15 conselheiros para o Conselho Municipal de Pelplin (incluindo o presidente e seu vice).
De 1990 a 2002, o Conselho da Cidade e da Comuna de Pelplin era composto por 25 conselheiros; desde 2002, seu número foi reduzido para 15 conselheiros.
Nos anos de 1990 a 1998, o prefeito era eleito pelos conselheiros da cidade e da comuna; após a introdução do referendo administrativo (1999), desde 2002 o prefeito é eleito pelos residentes da cidade e da comuna.
Como resultado das eleições locais realizadas em 7 de abril de 2024, Mirosław Chyła foi eleito prefeito da cidade e do município.
Em 2 de maio de 2024, durante a primeira sessão do Conselho Municipal de Pelplin do 9.º mandato, Jakub Zieliński foi eleito Presidente do Conselho Municipal de Pelplin.

### Região metropolitana
Pelplin é membro da Região Metropolitana de Gdansk-Sopot-Gdynia. O trabalho cotidiano da OMG-G-S é realizado por meio de reuniões de comissões temáticas que discutem e implementam projetos específicos, como a compra conjunta de bens e serviços ou a preparação de planos de desenvolvimento e investimento que abrangem a área de várias autoridades locais, incluindo Pelplin.
Um elemento fundamental da cooperação é também a troca de experiências e boas práticas em termos de projetos realizados pelos governos locais, os princípios de compras públicas e a disciplina financeira.